# Arquitectura de Bengala

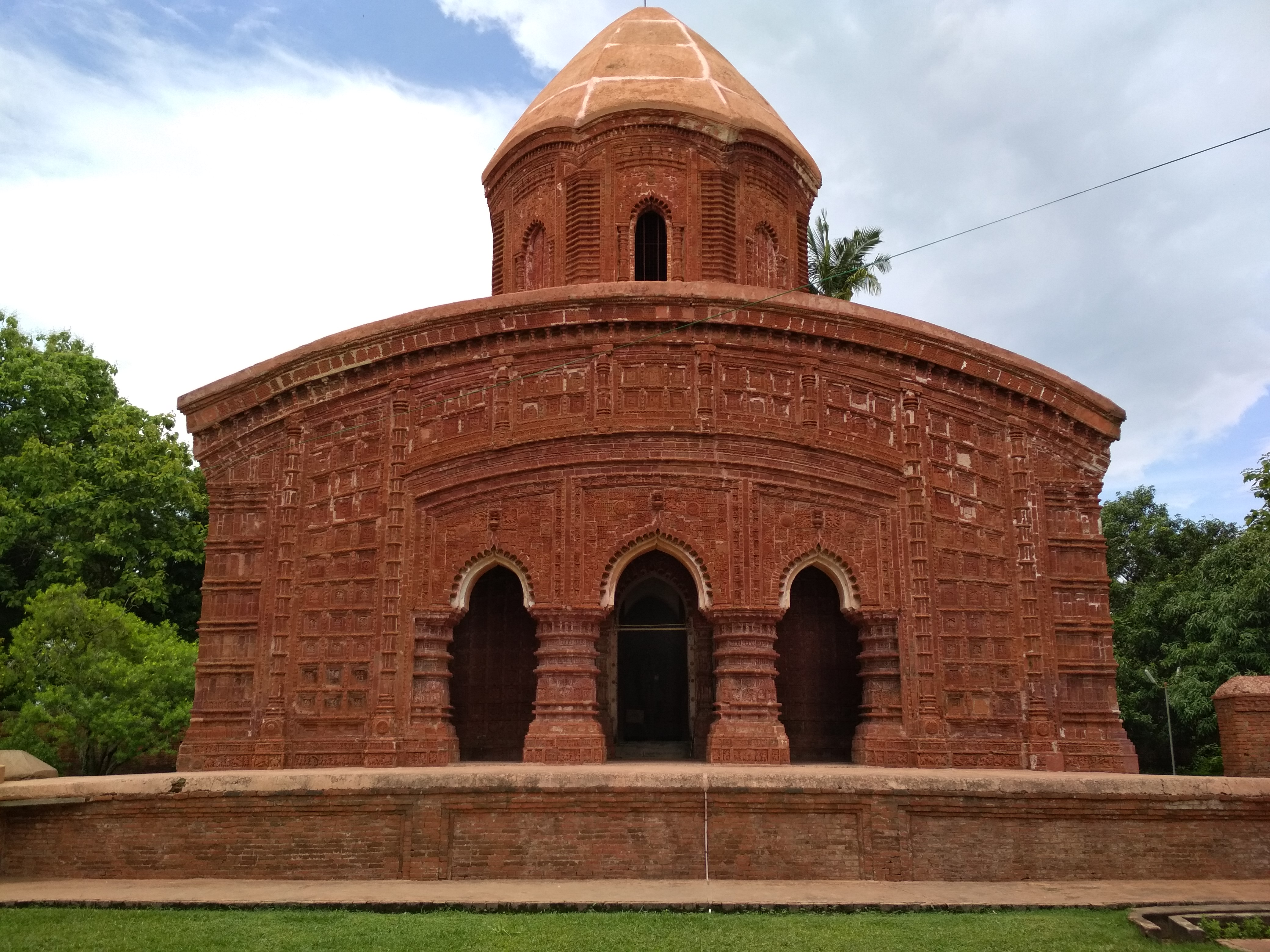
Templo de Ramachandra, Guptipara

La arquitectura de Bengala —por la región histórica de Bengala, que comprende el actual país de Bangladés y los estados indios de Bengala Occidental, Tripura y el valle de Barak de Assam—, tiene una larga y rica historia, mezclando elementos indígenas del subcontinente indio con influencias de diferentes partes del mundo. La arquitectura bengalí tiene muestras destacadas de la primera arquitectura urbana antigua y de arquitectura religiosa, además de arquitectura vernácula rural, townhouses coloniales y country houses y estilos urbanos modernos. El estilo bungalow es una exportación arquitectónica notable de Bengala. Las torres de las esquinas de los edificios religiosos bengalíes se replicaron en el sudeste asiático medieval. Los techos curvos bengalíes, adecuados para las lluvias muy intensas, se adoptaron en un estilo local particular en la arquitectura indoislámica y se utilizaron decorativamente en otras partes del norte de la India en la arquitectura mogol.
Bengala no es rica en buena piedra para la construcción, y la arquitectura tradicional bengalí utiliza principalmente ladrillo y madera, lo que a menudo refleja los estilos de madera, bambú y paja de la arquitectura vernácula local en  las casas. Una característica especial son las placas decorativas talladas o moldeadas de terracota (el mismo material que el ladrillo). El ladrillo es extremadamente duradero y la población local solía utilizar los edificios antiguos en desuso como una fuente conveniente de materiales, y a menudo fueron despojados de sus cimientos a lo largo de los siglos.

## Antigüedad y budismo

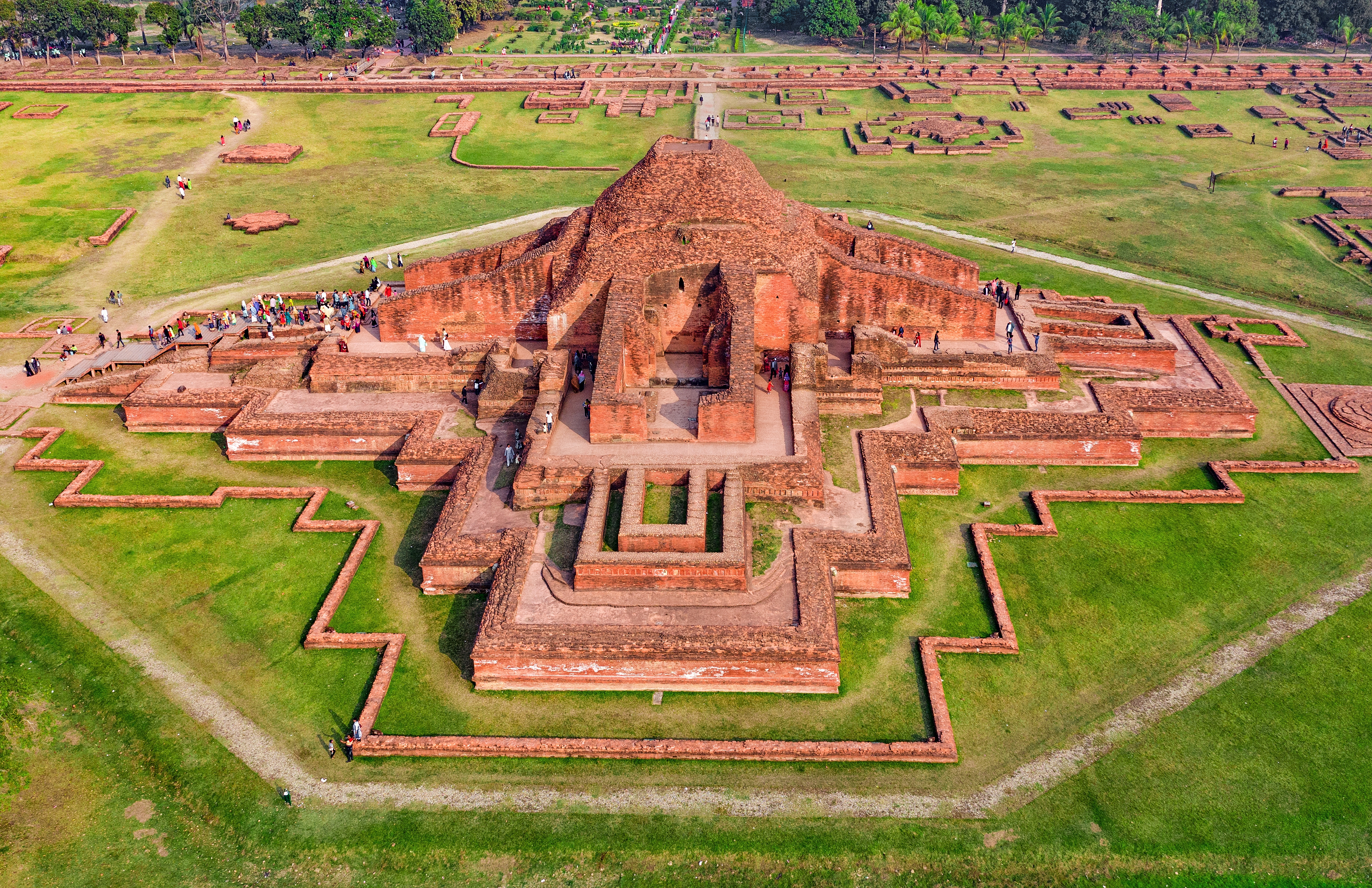
Ruinas de la estupa budista central del Gran Vihara de Somapura en el moderno Bangladés, un proyecto real del Imperio Pala de alrededor del año 800.

La urbanización se registra en la región desde el I milenio a. C.. Esto fue parte de la segunda ola de civilización urbana en el subcontinente indio, tras el declive de la civilización del valle del Indo.[cita requerida] La antigua Bengala era parte de una red de centros urbanos y comerciales que se extendía hasta la antigua Persia.[cita requerida] Los sitios arqueológicos de Mahasthangarh, Paharpur, las ruinas de Wari-Bateshwar, Chandraketugarh y Mainamati proporcionan evidencias de una civilización urbana altamente organizada en la región. La terracota se convirtió en un sello distintivo de la construcción bengalí, ya que la región carecía de reservas de piedra. Los ladrillos se producían con arcilla del delta de Bengala.[cita requerida]
La arquitectura antigua bengalí alcanzó su apogeo durante el Imperio Pala (750-1120); se trataba de la última potencia imperial budista en el subcontinente indio y tenía base bengalí. La mayor parte del patrocinio fue de viharas, templos y estupas budistas. La arquitectura Pala influyó en la arquitectura tibetana y del sudeste asiático.[cita requerida] El monumento más famoso construido por los emperadores Pala fue el  Gran Vihara de Somapura, ahora declarado Patrimonio de la Humanidad por la UNESCO. Los historiadores creen que Somapura fue un modelo para los arquitectos de Angkor Wat en Camboya.

## Períodos medieval y moderno temprano

### Hindú y jainista

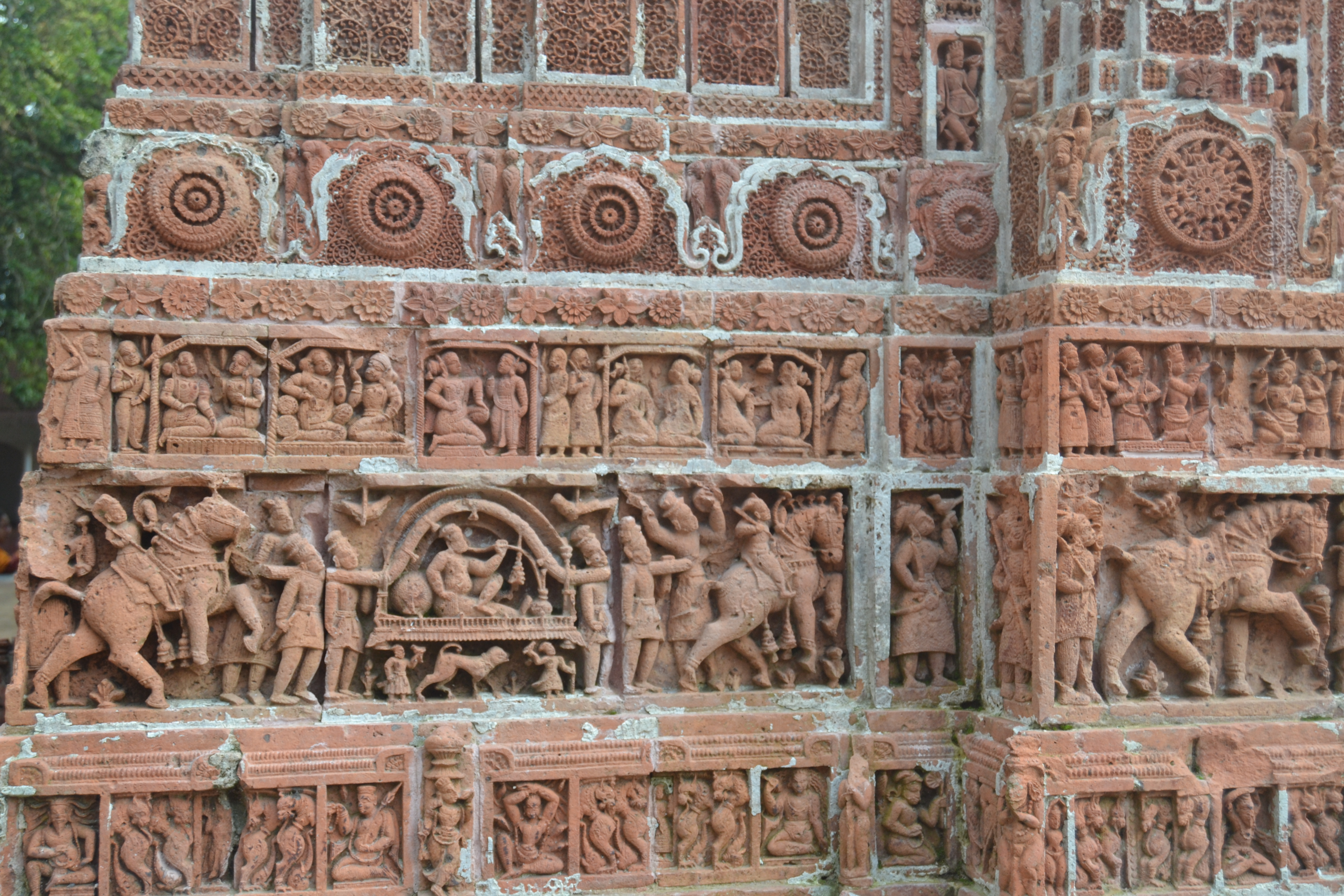
Relieve de terracota en el templo de Kantanagar

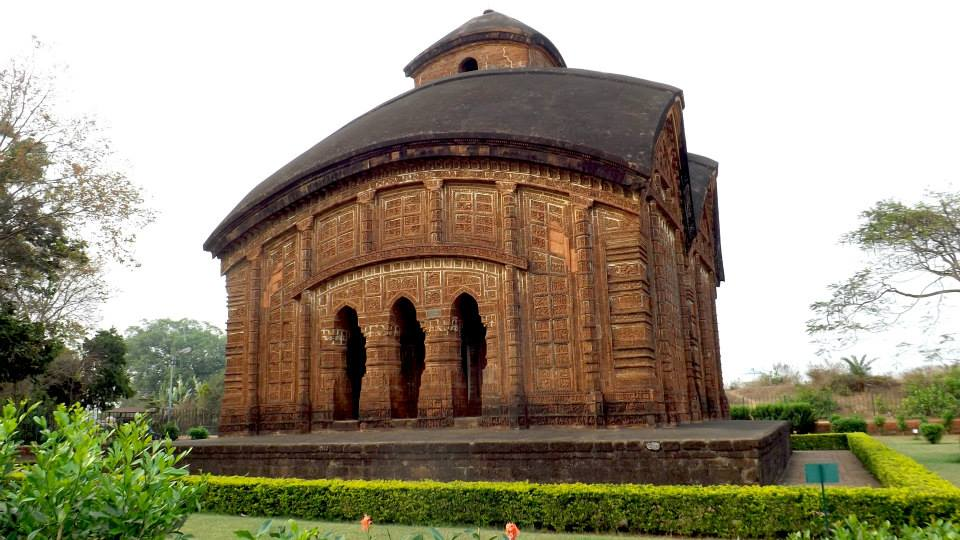
Templo Jor Bangla, Bishnupur con un techo curvo estilo Do-chala

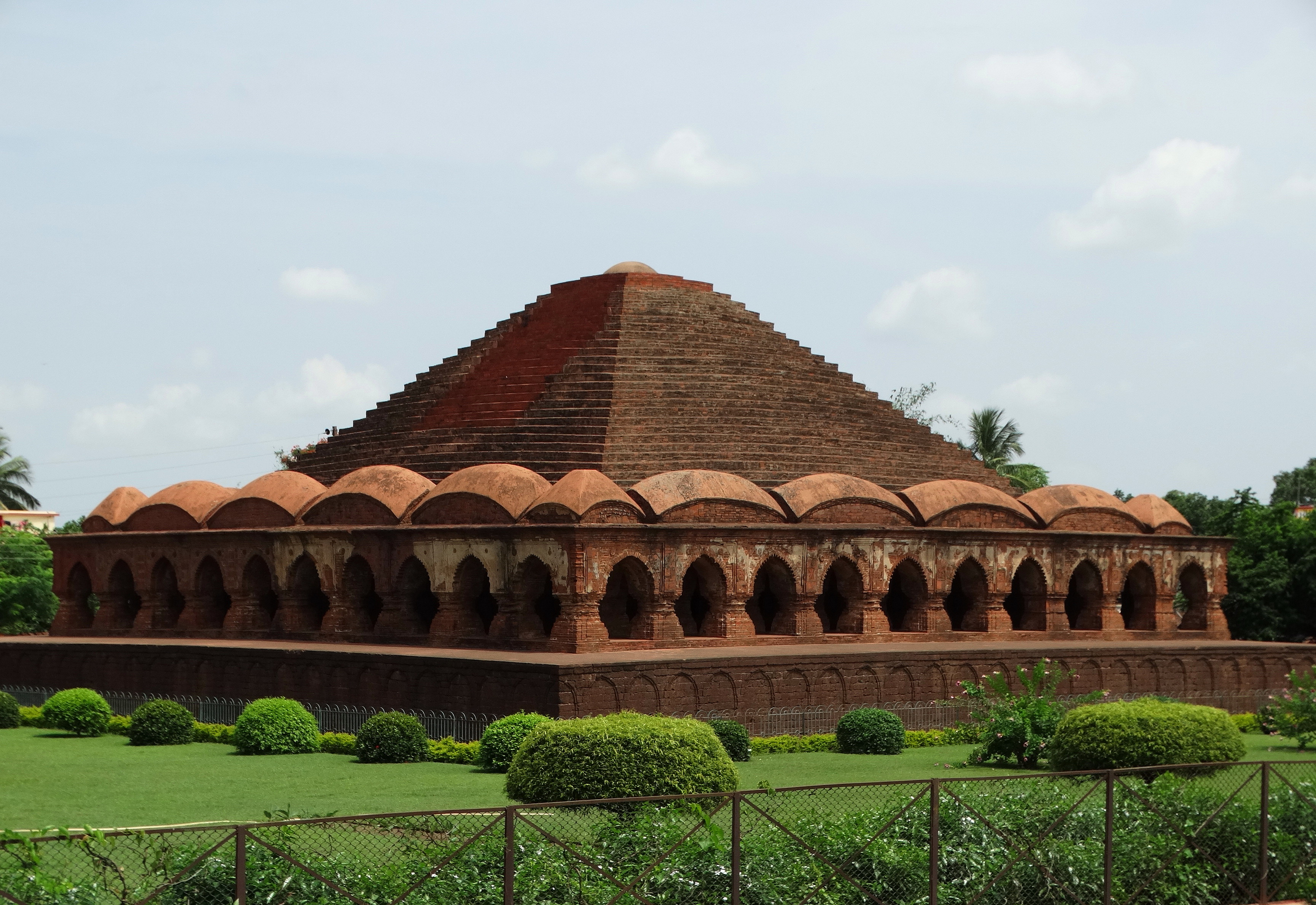
Plataforma ritual hindú en el templo de Rasmancha, en Bishnupur, c. 1600

Bengala fue uno de los últimos bastiones del budismo indio en el período medieval, y los templos hindúes antes de la conquista musulmana (que comenzó en 1204) eran relativamente pequeños. La mayoría de los templos hindúes fueron construidos en la era Gupta, las dinastías Shashanka, Pala y Sena, que gobernaron desde el siglo V hasta la conquista. Sin embargo, la mayoría de los templos están en ruinas y son relativamente pequeños. La dinastía Sena construyó el relativamente modesto templo Dhakeshwari en Daca, aunque ha sido reconstruido en gran medida, y ahora es el templo nacional de Bangladés. El templo de piedra de Garui, en el distrito de Bardhaman de Bengala Occidental, fue construido en el siglo XIV.
El término deula, deul o deoul se utiliza para un estilo de arquitectura de templo jainista e hindú de Bengala, donde el templo carece del mandapa habitual al lado del santuario principal, y la unidad principal consta únicamente del santuario y un deul encima. El tipo surgió entre los siglos VI y X, y la mayoría de los ejemplos ahora están en ruinas; fue revivido en los siglos XVI al XIX. Los representantes posteriores de este estilo eran generalmente más pequeños e incluían características influenciadas por la arquitectura islámica.
La mayoría de los templos que se conservan en condiciones razonables datan aproximadamente del siglo XVII en adelante, después de que se reviviera la construcción del templo; había cesado después de la conquista musulmana en el siglo XIII. El estilo del techo de la arquitectura del templo hindú bengalí es único y está estrechamente relacionado con el estilo de construcción tradicional con techo de arroz de la Bengala rural. La  «extensa improvisación dentro de un lenguaje arquitectónico local» que exhiben los templos a menudo se atribuye a una escasez local de sacerdotes brahmanes expertos para proporcionar una guía bastante rígida en cuanto a las formas correctas que gobernaban la arquitectura de los templos en otros lugares. Del mismo modo, los relieves de terracota representan a menudo temas profanos de forma muy animada.
Los estilos de techos incluyen jor-bangla, do-chala, char-chala, at-chala, and ek-ratna. El tipo do-chala tiene sólo dos puntas de techo colgantes a cada lado de un techo dividido en el medio por una línea de cumbrera; en el raro tipo char-chala, las dos mitades del techo están fusionadas en una sola unidad y tienen forma de cúpula; el tipo at-chala de dos pisos tiene ocho esquinas en el techo.
Muchos de estos templos están cubiertos en las paredes exteriores con relieves de terracota (ladrillo tallado). La ciudad de Bishnupur en Bengala Occidental tiene un notable conjunto de templos de los siglos XVII y XVIII con una variedad de estilos de techo construidos por la dinastía Malla.
En los templos más grandes, y posteriores, se elevan pequeñas torres desde el centro o las esquinas del techo curvo. Son de paredes rectas, a menudo con techos cónicos. Se parecen poco a la típica torre de un templo shikara del norte de la India. Los estilos pancharatna ("cinco torres") y navaratna ("nueve torres") son variedades de este tipo.
Las edificaciones del templo tienen cubiertas a dos aguas que coloquialmente se llaman el chala. Por ejemplo, una cubierta a dos aguas con una edificación piramidal de ocho lados se llamará "ath chala" o literalmente las ocho caras del techo. Y frecuentemente hay más de una torre en el edificio del templo. Estas están construidos con laterita y ladrillo, lo que los deja a merced de las severas condiciones climáticas del sur de Bengala. El templo de Kali en Dakshineswar (1847-1855) es un templo de nueve agujas, mientras que los pequeños templos adicionales de Shiva a lo largo de la orilla del río son ejemplos del estilo de techo del sur de Bengala, aunque en dimensiones mucho más pequeñas.

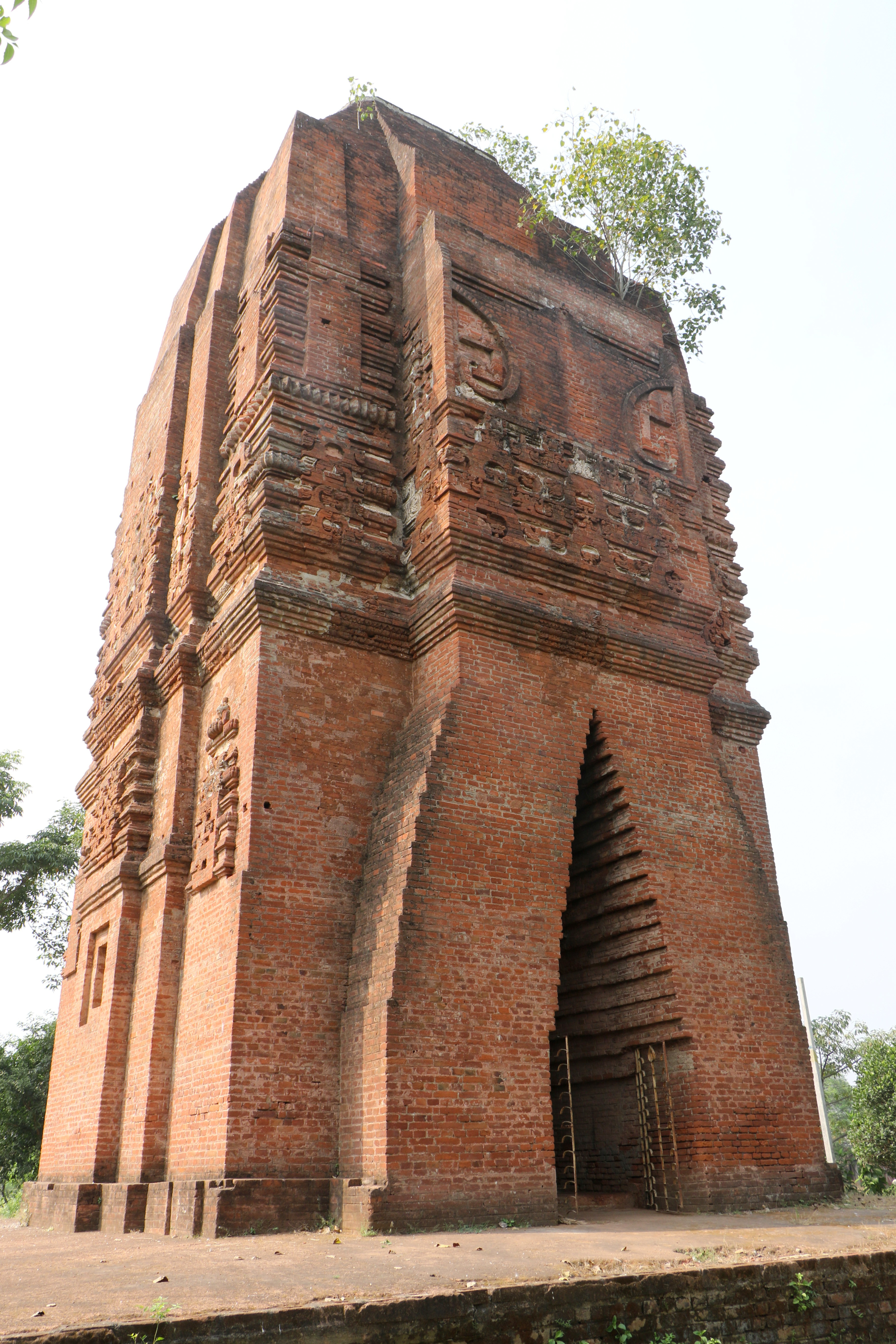
Un templo jainista deul
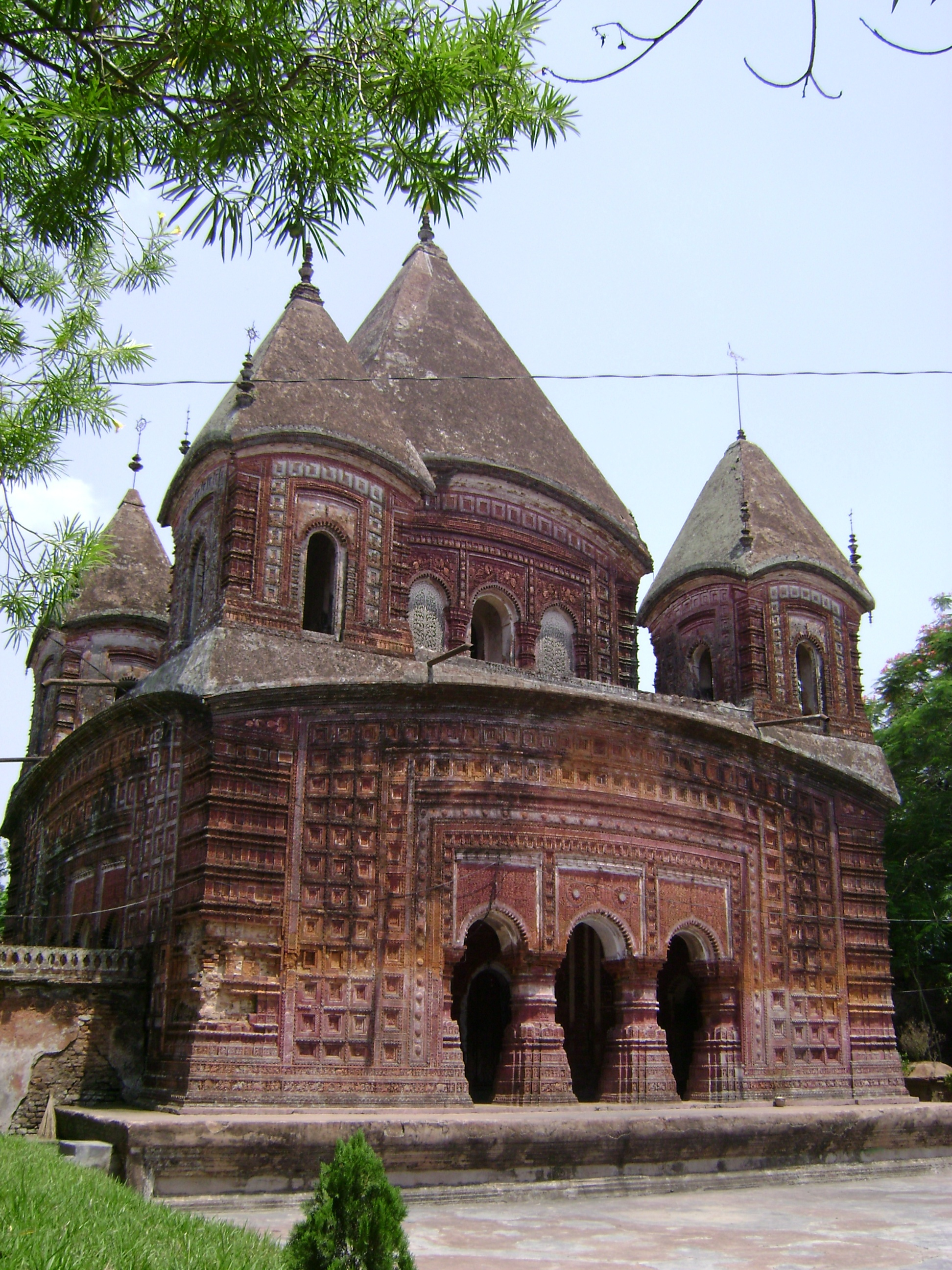
Un templo Pancharatna
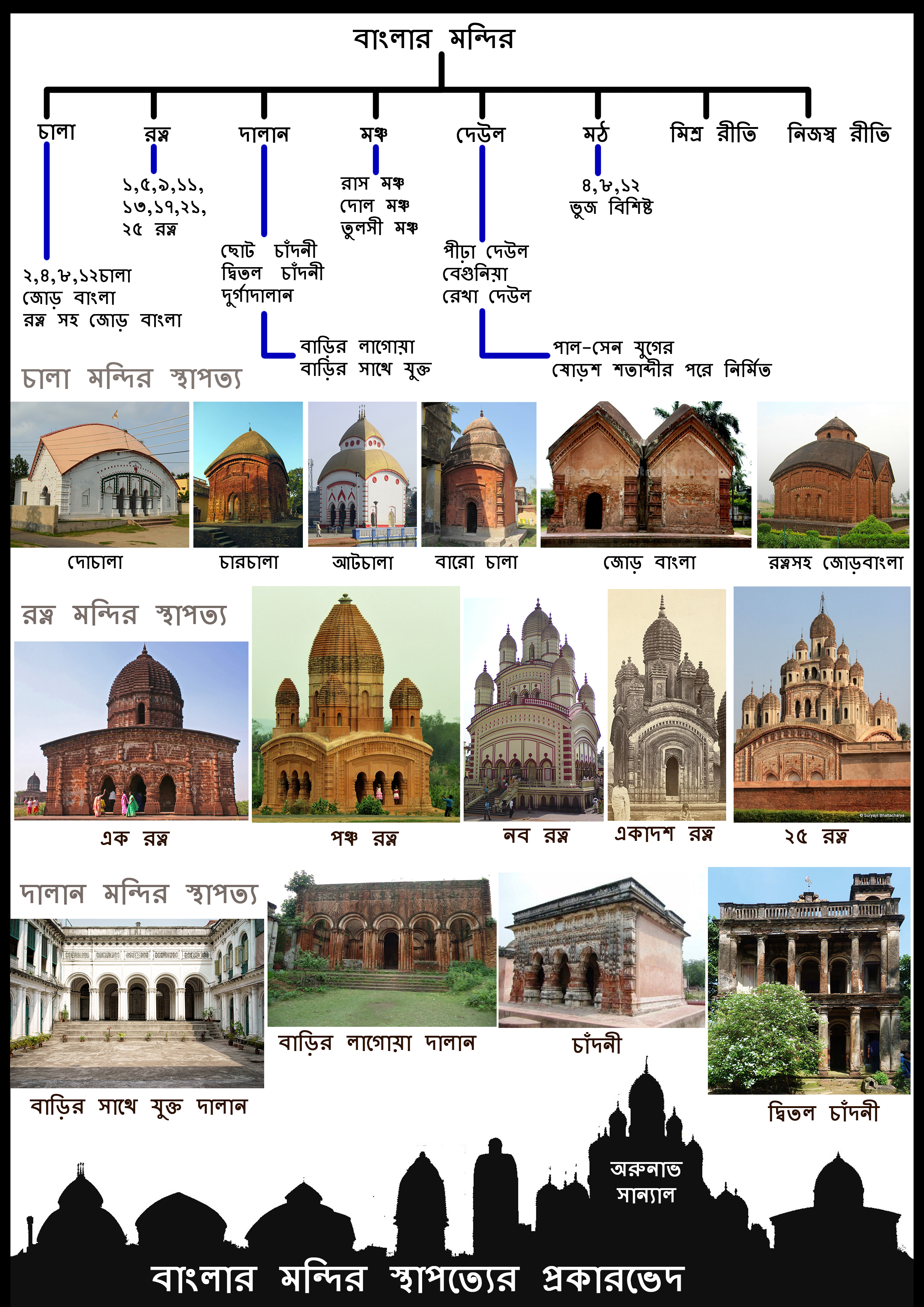
Clasificación de la arquitectura del templo de Bengala
Templo de Kali en Dakshineswar (1847-1855)

### Islámico

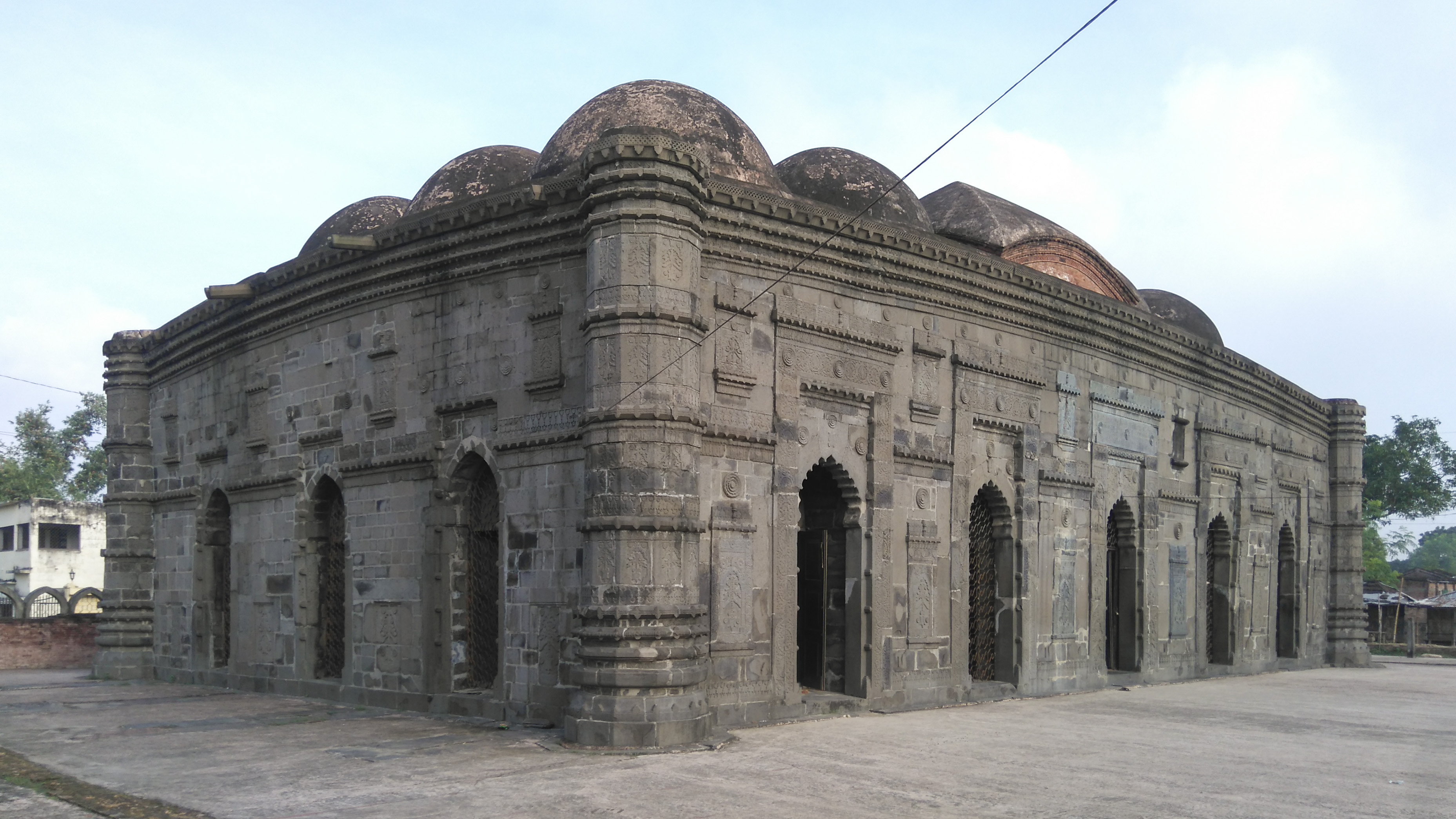
Mezquita Choto Sona (alrededor de 1500)

La arquitectura indoislámica en la arquitectura bengalí se puede ver desde el siglo XIII, pero antes de los mogoles generalmente reflejaba fuertemente las tradiciones locales. La mezquita más antigua que se conserva fue construida durante el sultanato de Delhi. La arquitectura de la mezquita del período independiente del sultanato de Bengala (siglos XIV, XV y XVI) representa el elemento más importante de la arquitectura islámica de Bengala. Este particular estilo regional se inspiró en la arquitectura vernácula indígena de Bengala, que incluye techos curvos de chala, torres de esquina y complejas tallas florales. Las mezquitas de la era del Sultanato presentaban múltiples cúpulas o una única cúpula, mihrabs y minbares ricamente diseñados y ausencia de minaretes. Si bien los ladrillos de arcilla y la terracota eran los materiales más utilizados, se utilizaba piedra procedente de las minas de la región de Rarh. El estilo Sultanato también incluye puertas y puentes. El estilo está muy disperso por toda la región.
La Bengala mogol vio la expansión de la arquitectura mogol en la región, incluidos fuertes, havelis, jardines, caravasares, hammams y fuentes. Las mezquitas mogoles bengalíes también desarrollaron un estilo provincial distintivo. Daca y Murshidabad fueron los centros de la arquitectura mogol. Los mogoles copiaron la tradición del tejado do-chala del norte de la India.

#### Sultanato de Bengala

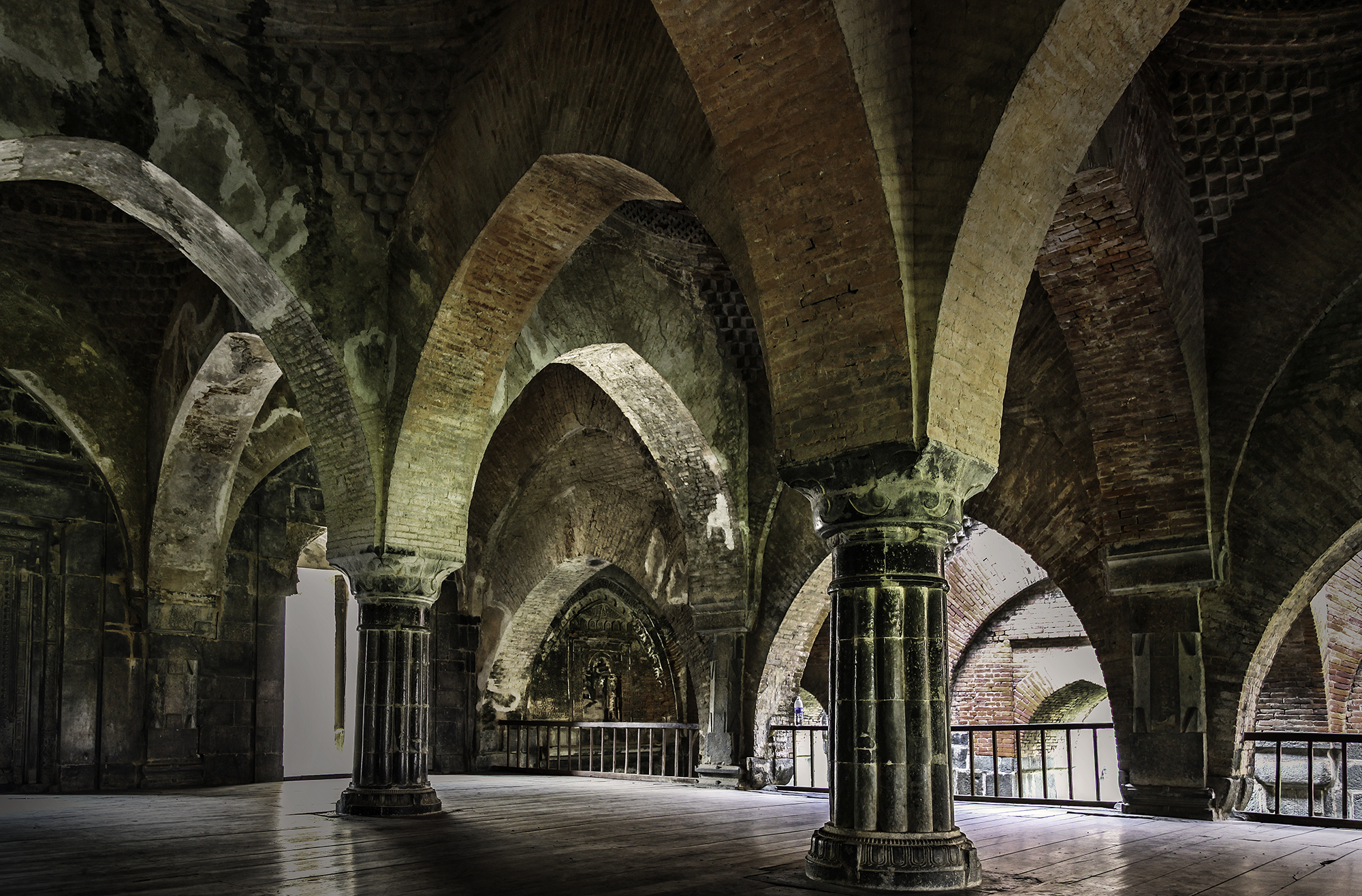
Interior de la sala hipóstila de la mezquita de Adina

El sultanato de Bengala (1352-1576) normalmente utilizaba ladrillo como material de construcción principal, como lo habían hecho los edificios preislámicos. La piedra tenía que importarse en la mayor parte de Bengala, mientras que la arcilla para ladrillos abundaba. Pero la piedra se utilizó para columnas y detalles destacados, a menudo reutilizada de templos hindúes o budistas. El mausoleo Eklakhi de principios del siglo XV en la ciudad ahora en ruinas de Pandua  o Adina, a menudo se considera el edificio islámico cuadrado de una única cúpula más antiguo que se conserva en Bengala, la forma estándar de mezquitas y mausoleos más pequeños. Pero hay una pequeña mezquita en Molla Simla, en el distrito de Hugli, que probablemente data de 1375, anterior al mausoleo. El mausoleo de Eklakhi es grande y tiene varias características que se volverían comunes en el estilo bengalí, como la cornisa ligeramente curvada, los grandes contrafuertes decorativos redondos y la decoración en ladrillo de terracota tallada.
Estas características también se ven en la mezquita Choto Sona (alrededor de 1500), que es de piedra, inusualmente en Bengala, pero comparte el estilo y mezcla cúpulas y un techo curvo de "arroz" basado en los techos de las casas de pueblo hechos de paja vegetal. Estos techos aparecen aún con más fuerza en la arquitectura posterior de los templos hindúes de Bengala, con tipos como el do-chala, el jor-bangla y el char-chala. Para las mezquitas más grandes, los arquitectos bengalíes multiplicaron el número de cúpulas, siendo una opción una fórmula de nueve cúpulas (tres filas de tres), que sobrevivió en cuatro ejemplos, todos del siglo XV o XVI y ahora en Bangladés, aunque hubo otros con mayor número de cúpulas.

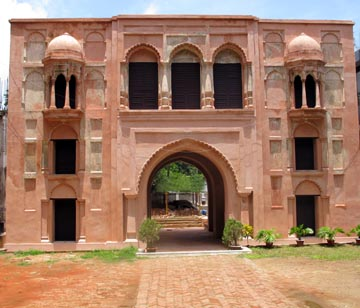
Un haveli el en la antigua Daca

Los edificios de este estilo son la Mezquita de las Nueve Cúpulas y la mezquita de las Sesenta Cúpulas (terminada en 1459) y varios otros edificios en la Ciudad Mezquita de Bagerhat, una ciudad abandonada en Bangladés que desde 1985 figura como Patrimonio de la Humanidad por la UNESCO. Estos muestran otras características distintivas, como una multiplicidad de puertas y mihrabs; La Mezquita de las Sesenta Cúpulas tiene 26 puertas (11 en la parte delantera, 7 en cada lado y una en la parte trasera). Estos aumentaron la luz y la ventilación. Otras mezquitas incluyen la mezquita Baro Shona; la mezquita Pathrail, la mezquita Bagha, la mezquita Darasbari y la mezquita Kusumba. Ejemplos de mezquitas de una sola cúpula son la mezquita Singar y la mezquita Shankarpasha Shahi.
Ambas capitales del sultanato de Bengala, primero Pandua o Adina, luego a partir de 1450 Gauda o Gaur, comenzaron a ser abandonadas poco después de la conquista del sultanato por los mogoles en 1576, dejando muchos grandes edificios, en su mayoría religiosos. Los materiales de los edificios seculares fueron reciclados por los constructores de épocas posteriores. Si bien los minaretes están notoriamente ausentes en la mayoría de las mezquitas, el Firoz Minar fue construido en Gauda para conmemorar las victorias militares bengalíes.
Las ruinas de la mezquita de Adina (1374-1375) son muy grandes, algo inusual en Bengala, con una sala central con bóveda de cañón flanqueada por áreas hipóstilas. Se dice que es la mezquita más grande del subcontinente y sigue el modelo de la Ayvan-e Kasra de Ctesiphon, Irak, así como de la mezquita de los Omeyas de Damasco. Las fuertes lluvias en Bengala requerían de grandes espacios techados, y la mezquita de nueve cúpulas, que permitía cubrir una gran área, era más popular allí que en cualquier otro lugar.  Después de que se completó la consolidación islámica de Bengala, algunas características locales continuaron, especialmente en edificios más pequeños, pero los mogoles usaron su estilo habitual en los encargos imperiales.

Arquitectura de la época del Sultanato
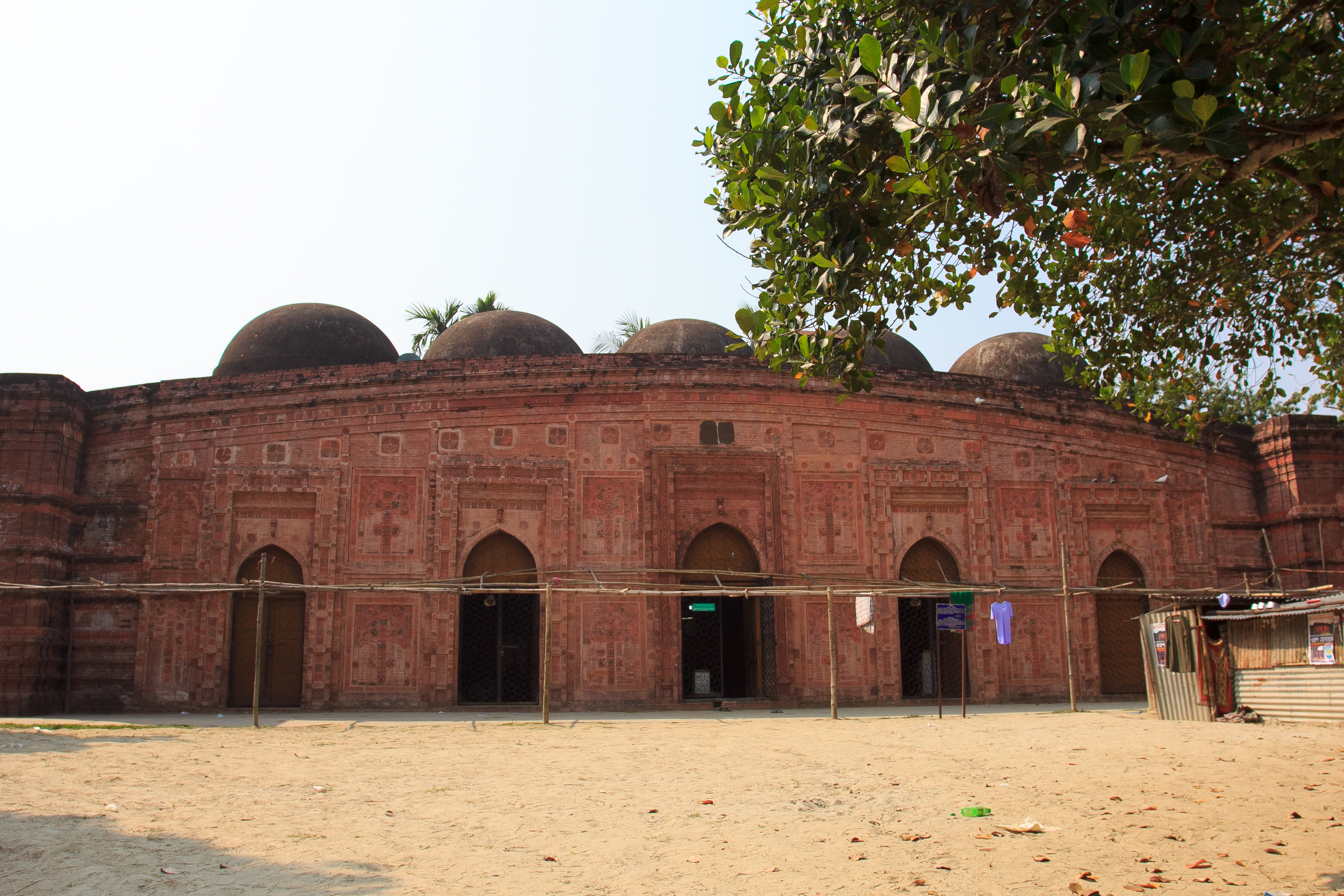
Una mezquita con múltiples cúpulas de la época del Sultanato
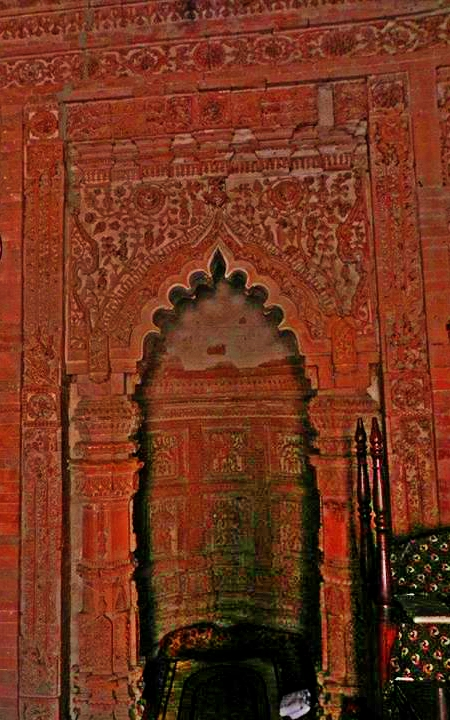
Mihrab de la mezquita de Bagha
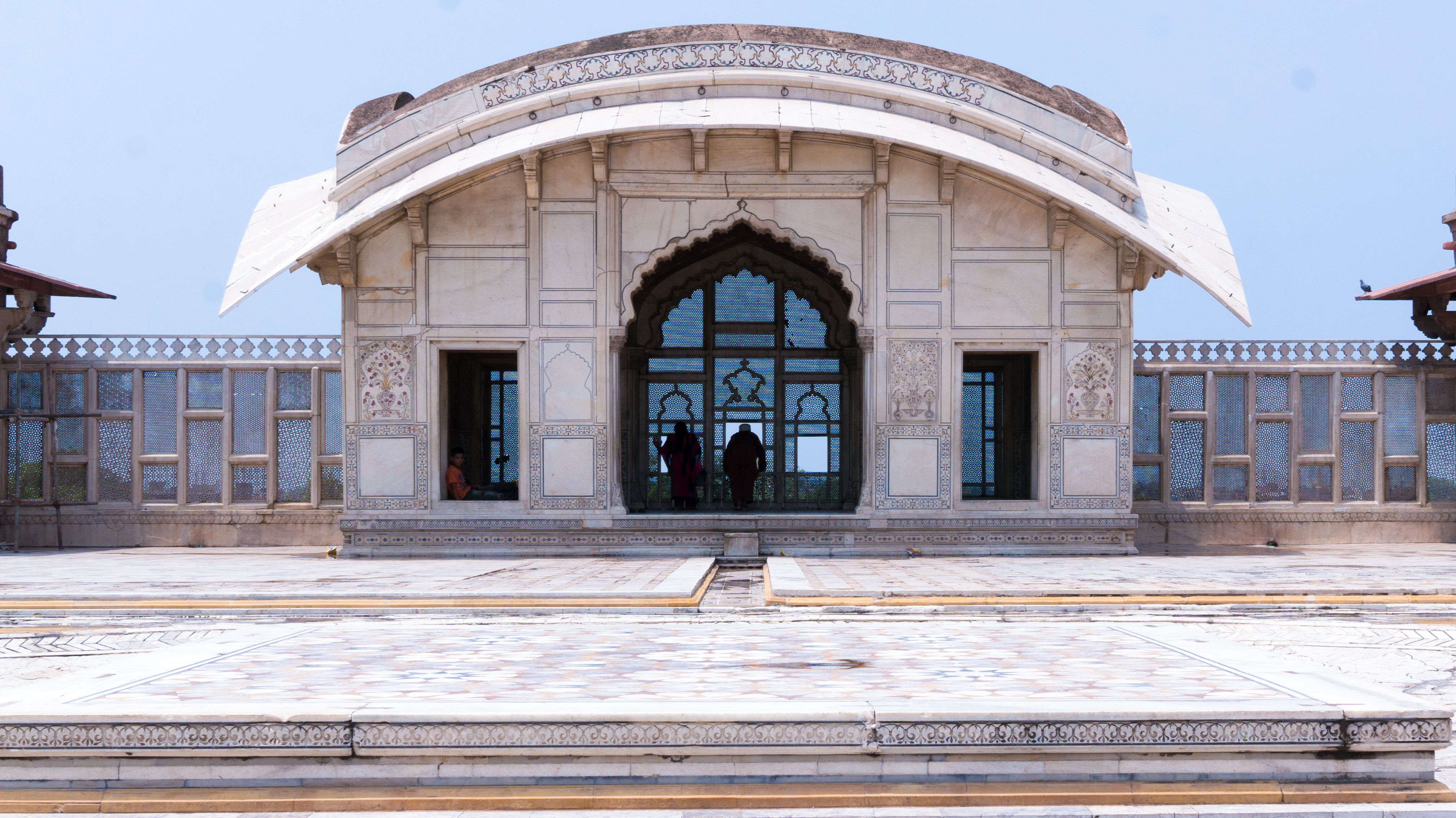
El pabellón Naulakha en el fuerte de Lahore en Pakistán  muestra el distintivo techo de estilo bengalí  Do-chala.
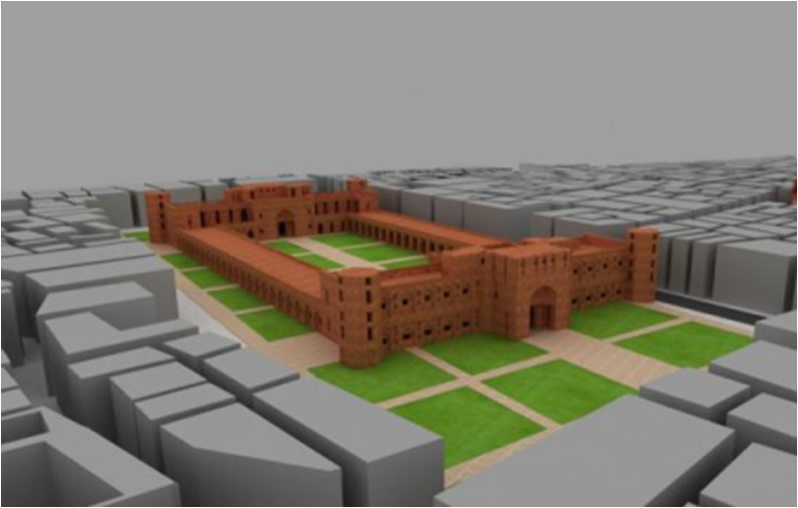
Modelo 3D de un  Bara Katra (Gran Caravanserai de Daca) reconstruido de la era mogol
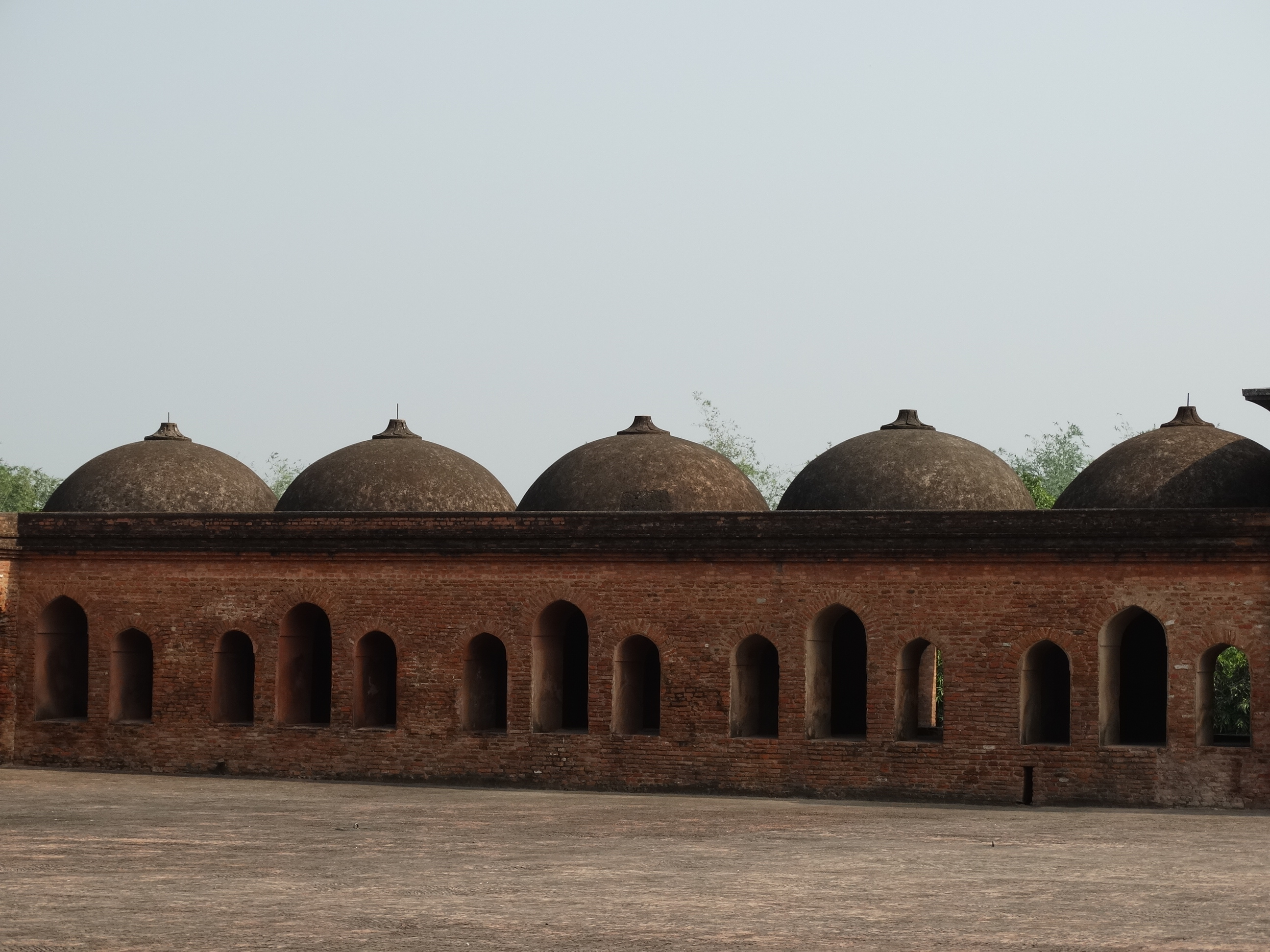
Cúpulas de la mezquita Katra en Murshidabad
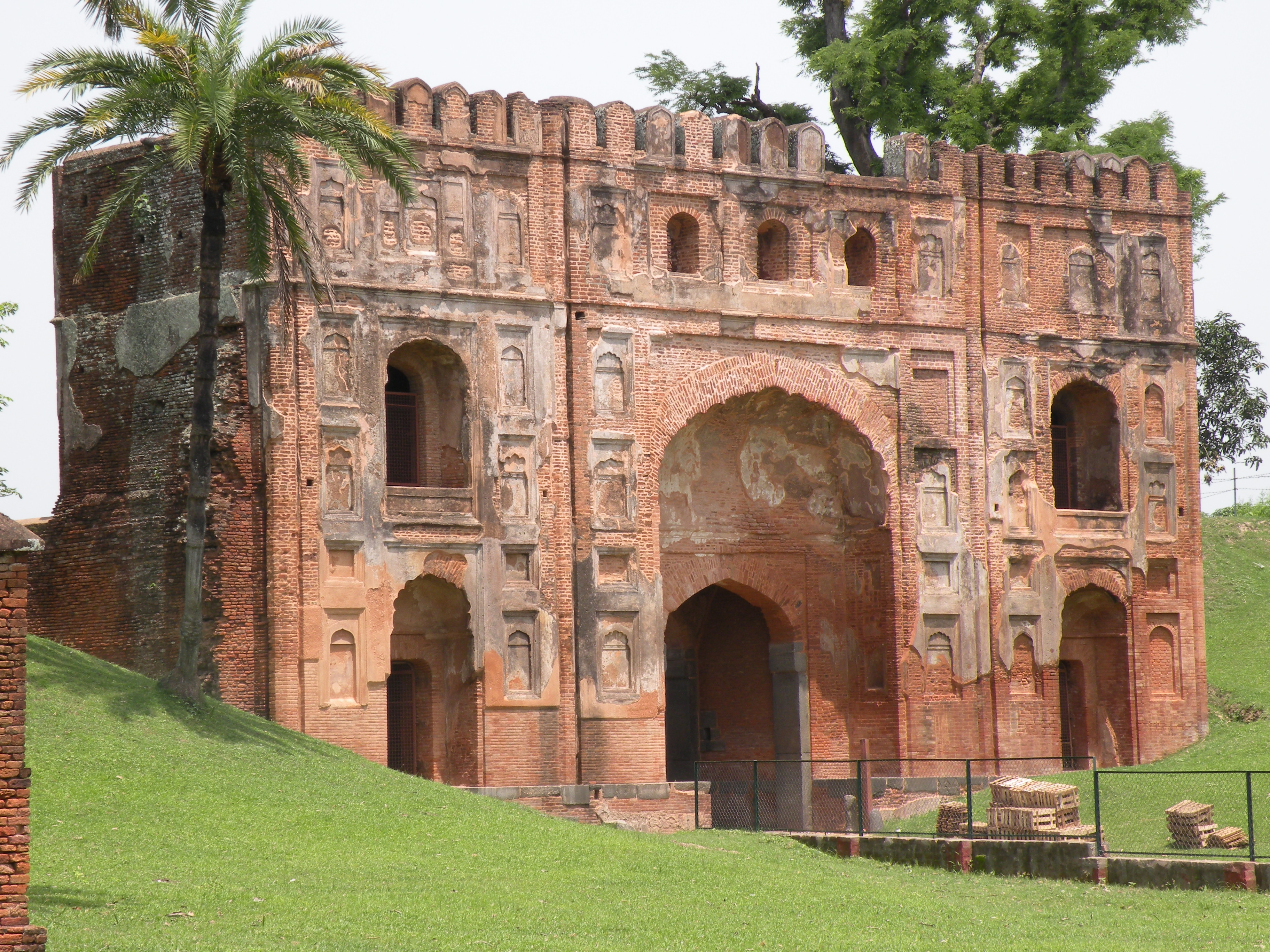
Una puerta de entrada a la era del Sultanato
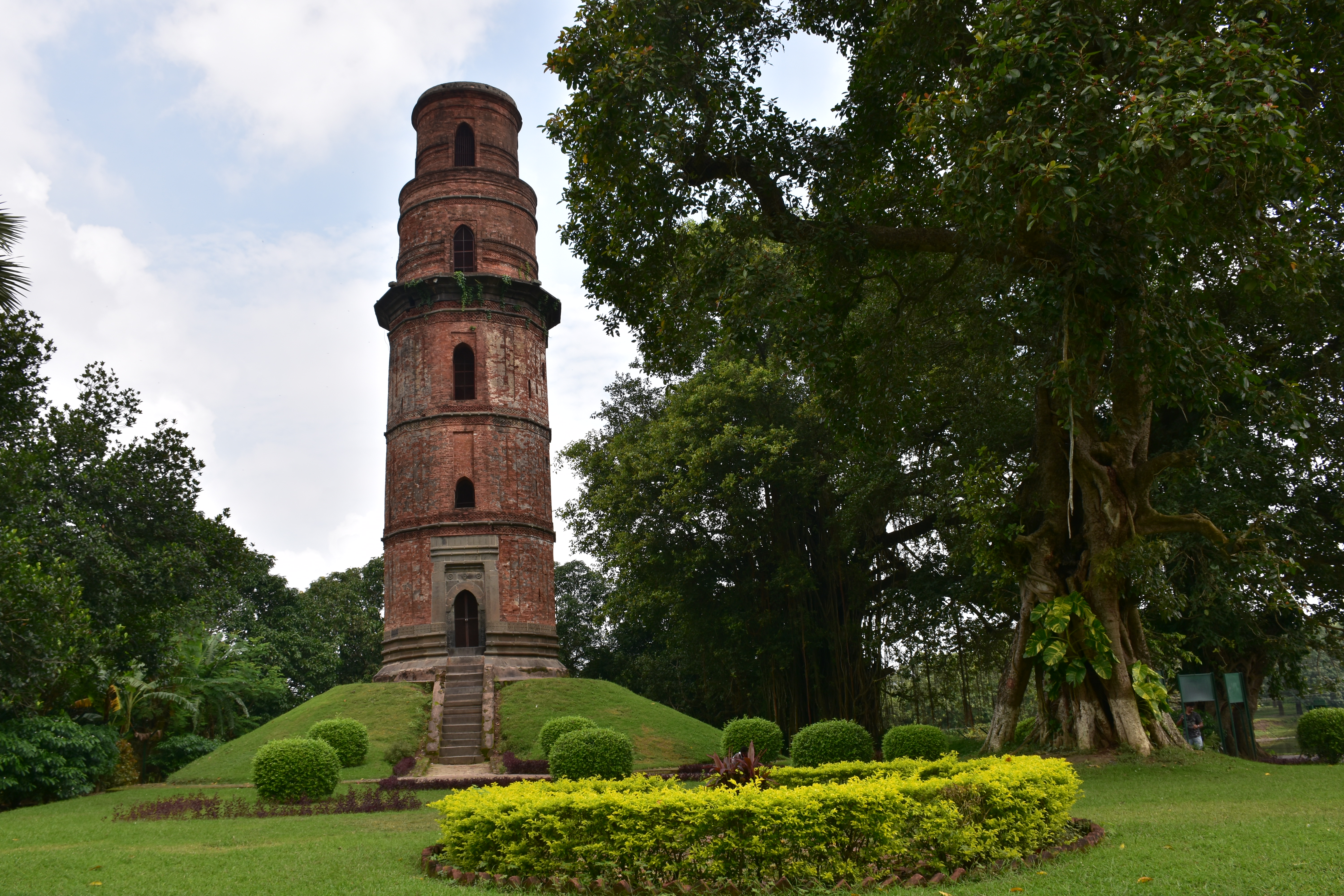
Firoz Minar, minarete en Gaur
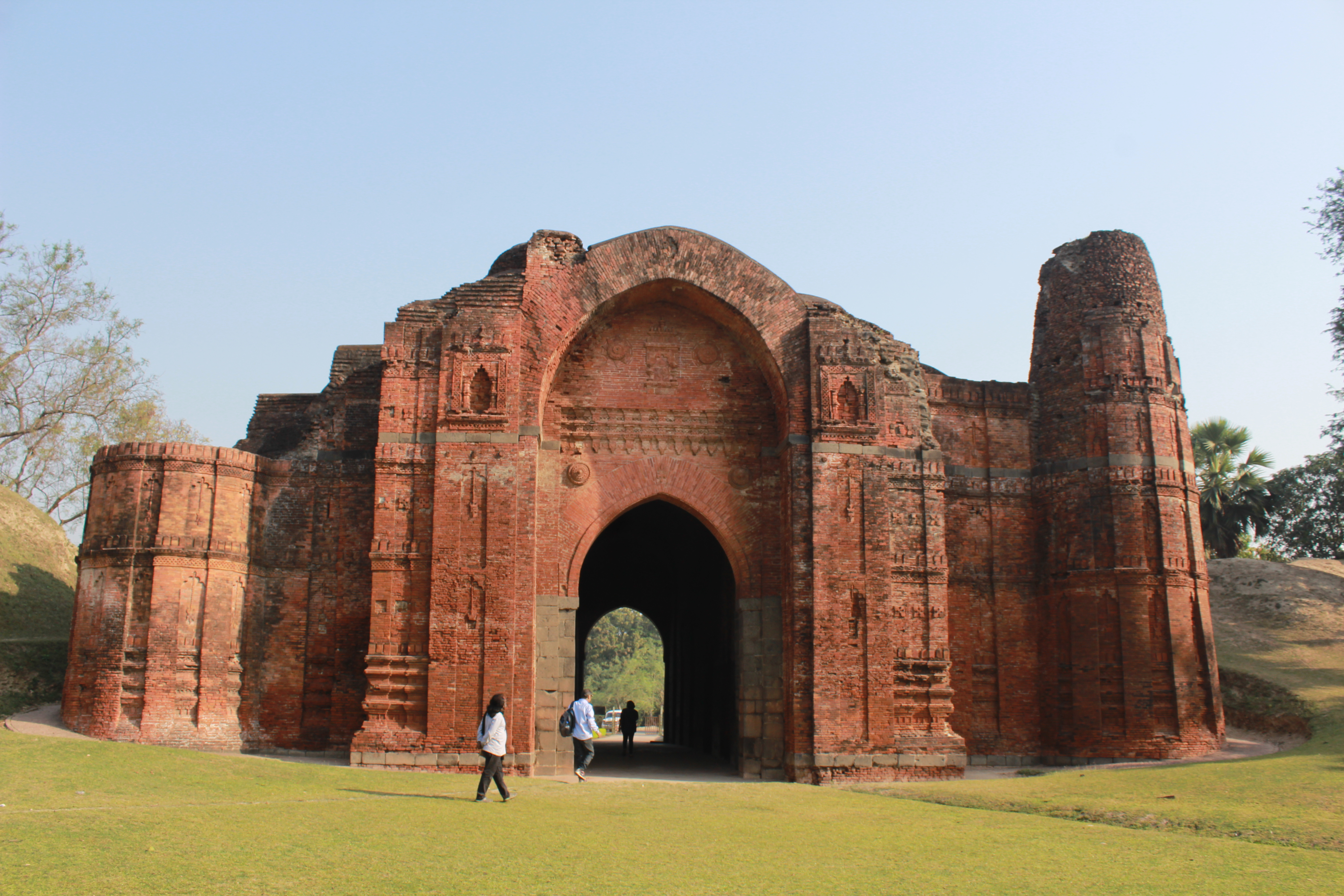
Dakhil Darwaza, puerta de entrada a la ciudad de Gaur
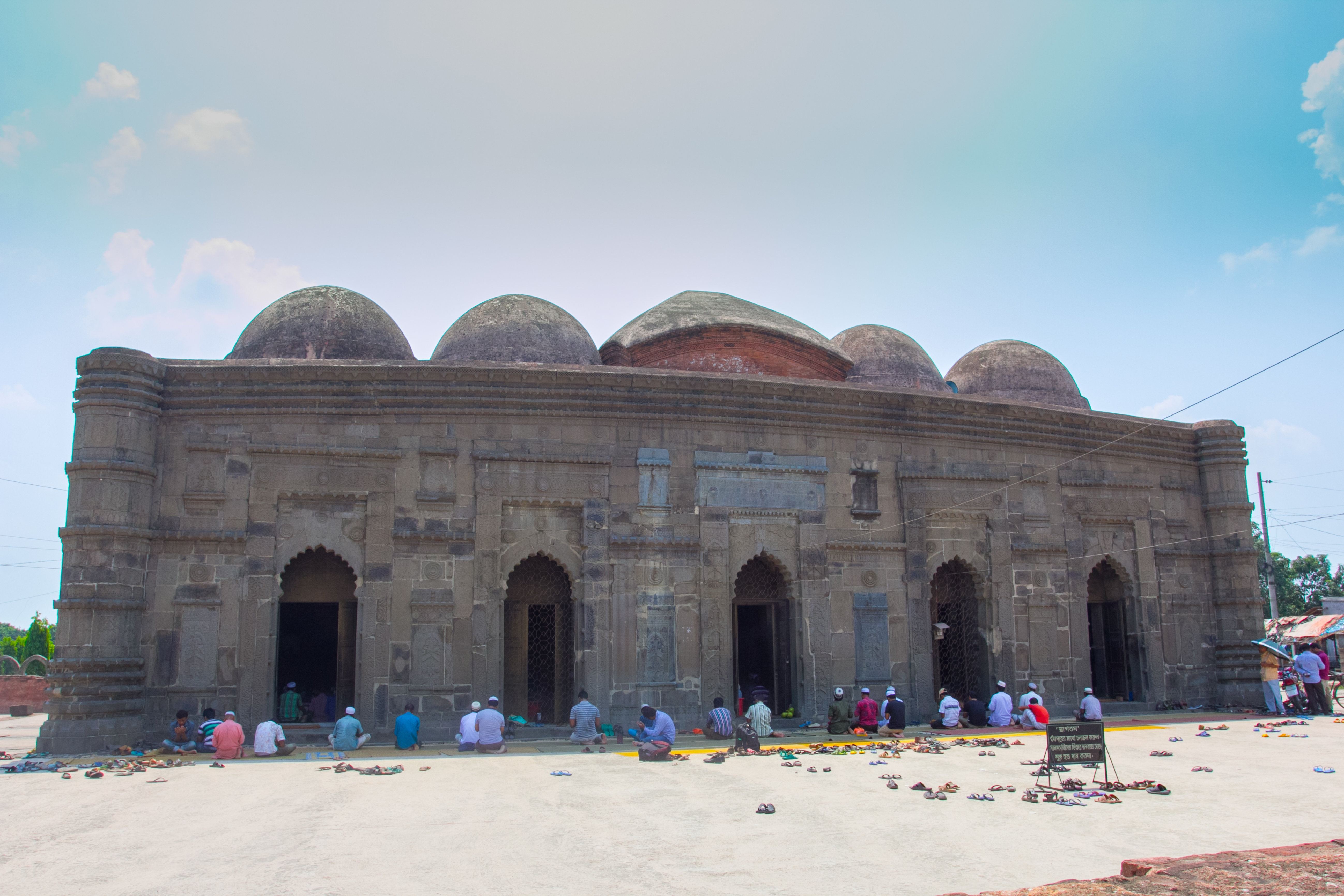
Mezquita Choto Sona
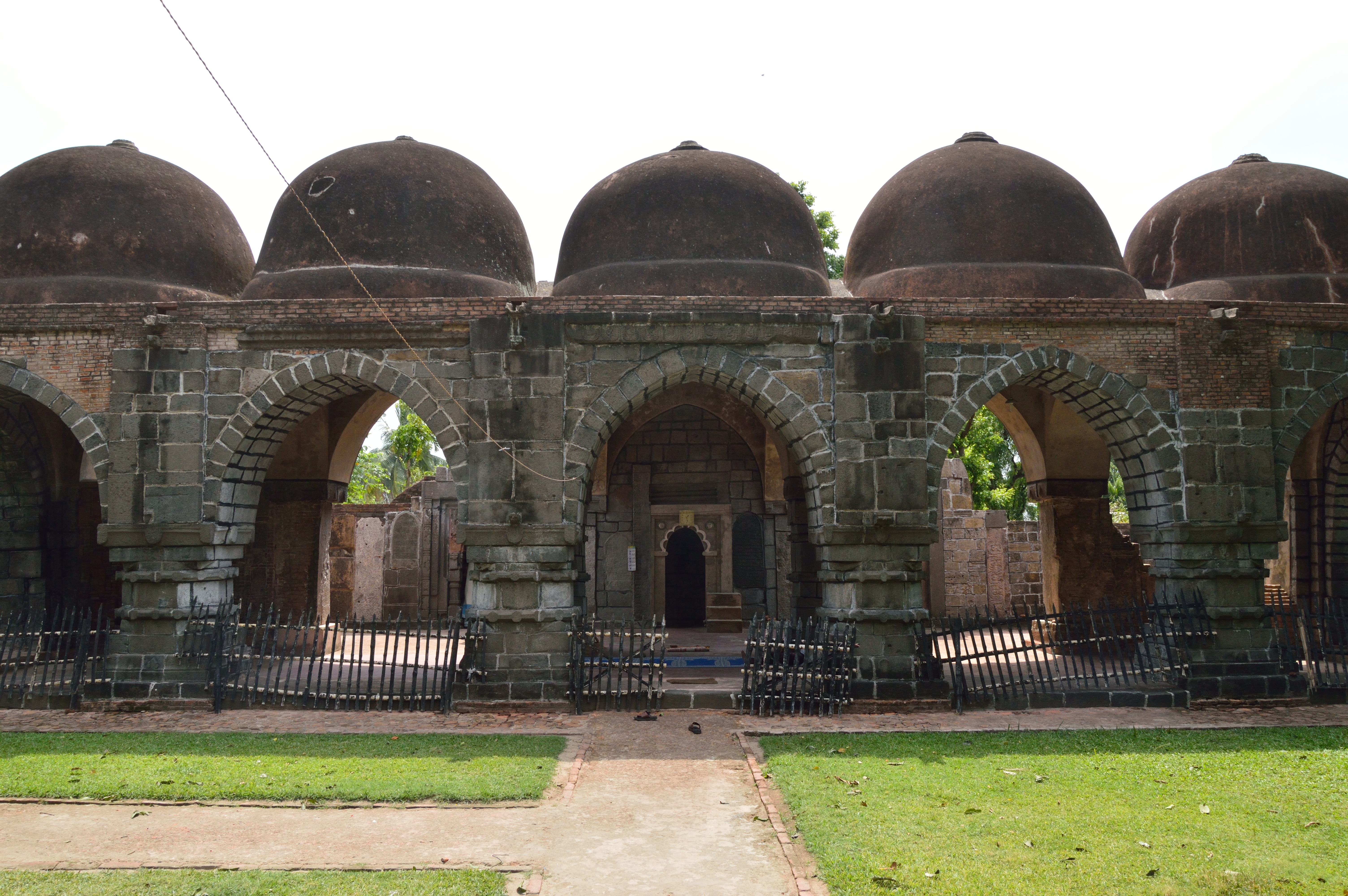
Una mezquita y una tumba de la era del Sultanato temprano
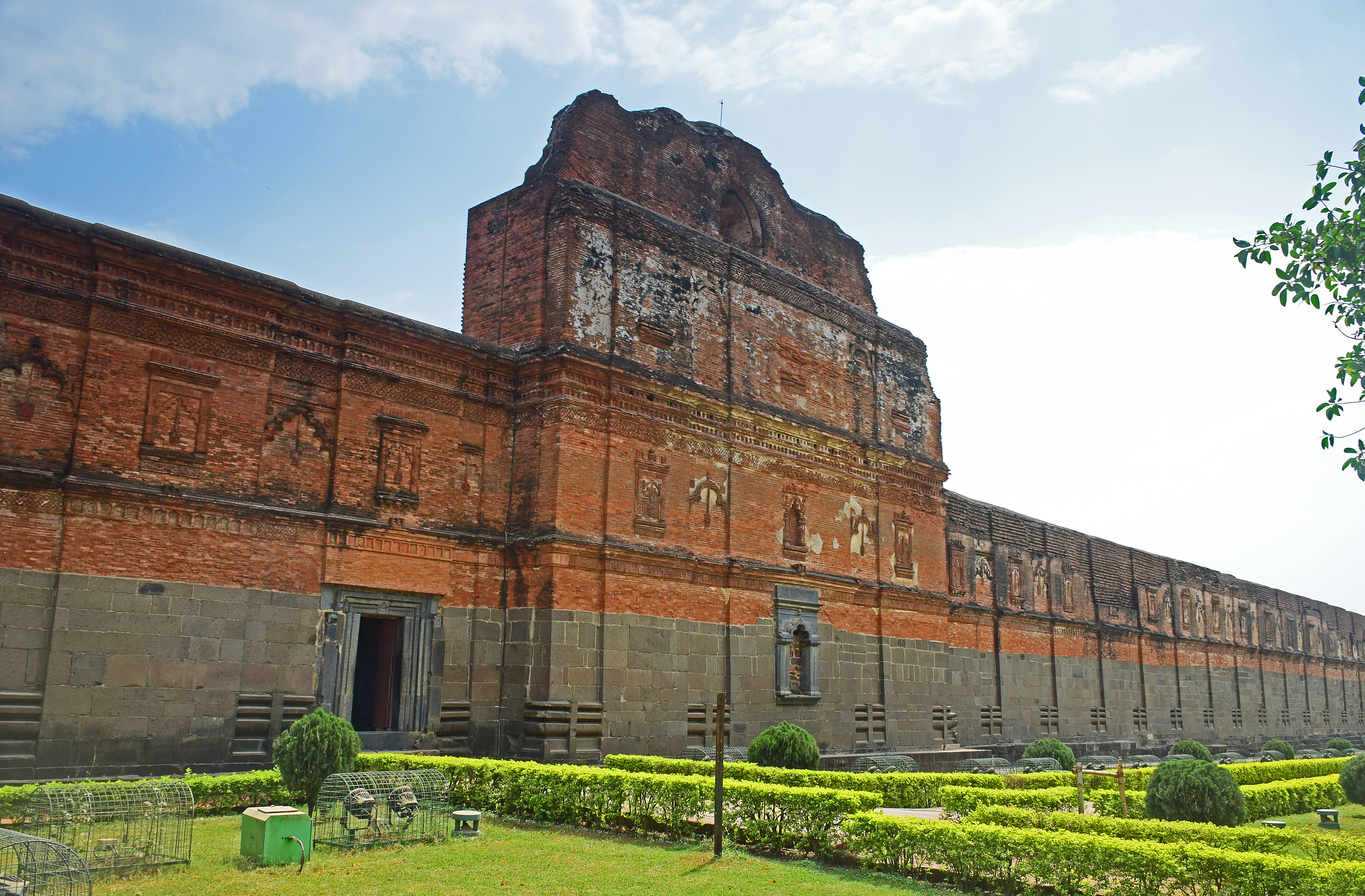
Mezquita de Adina (1374-1375))
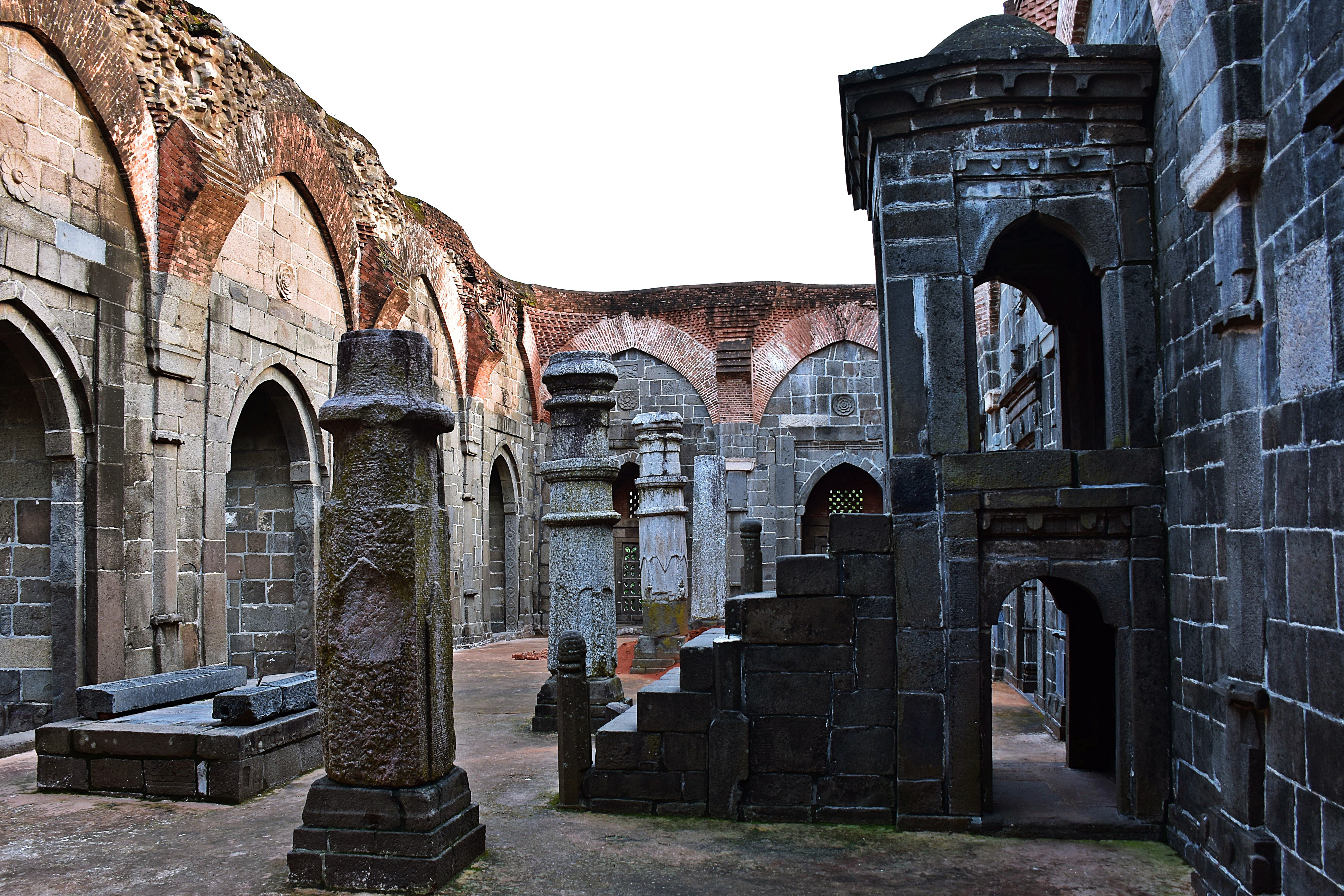
Interior de una mezquita imperial de la época del Sultanato
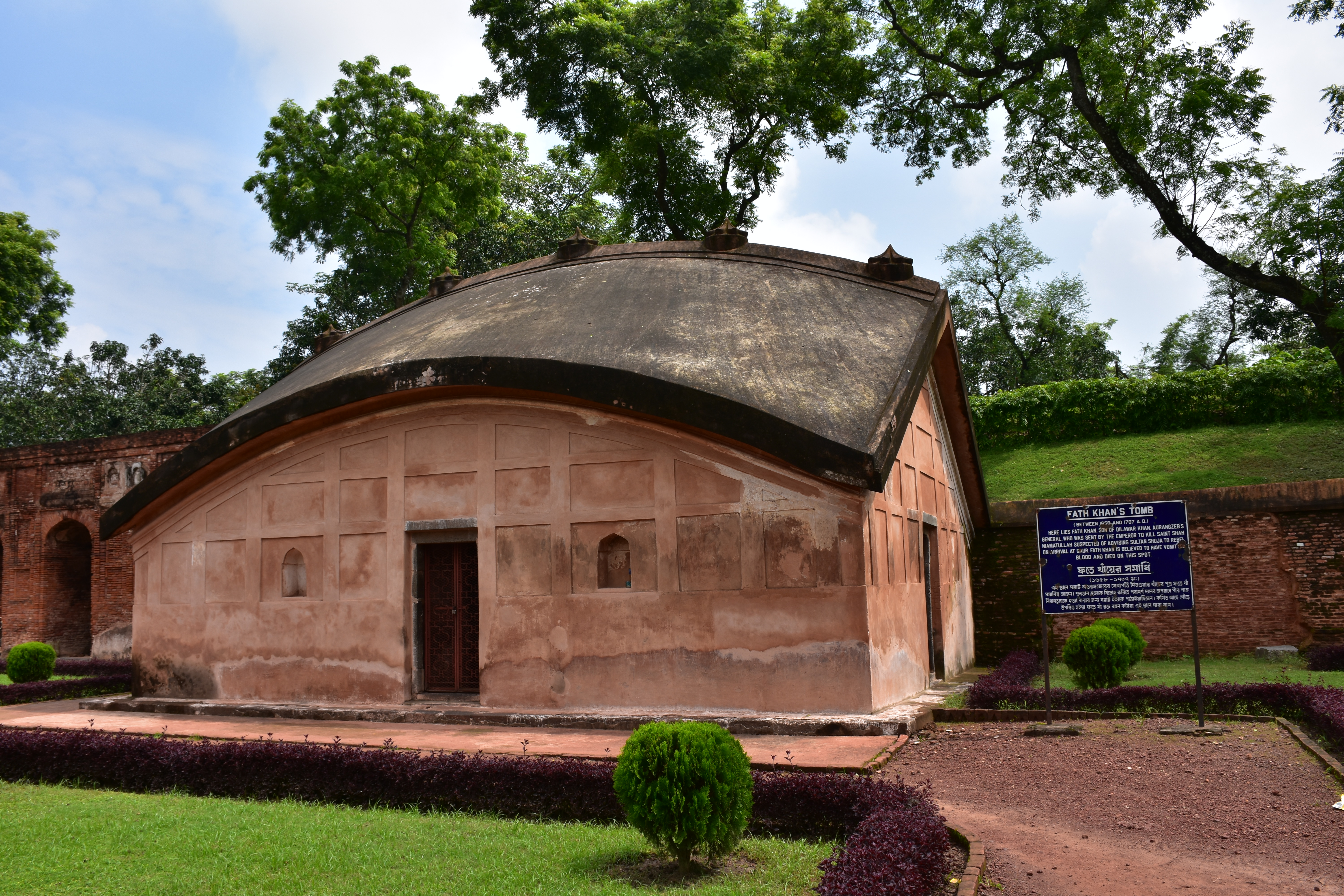
Tumba de Fateh Khan
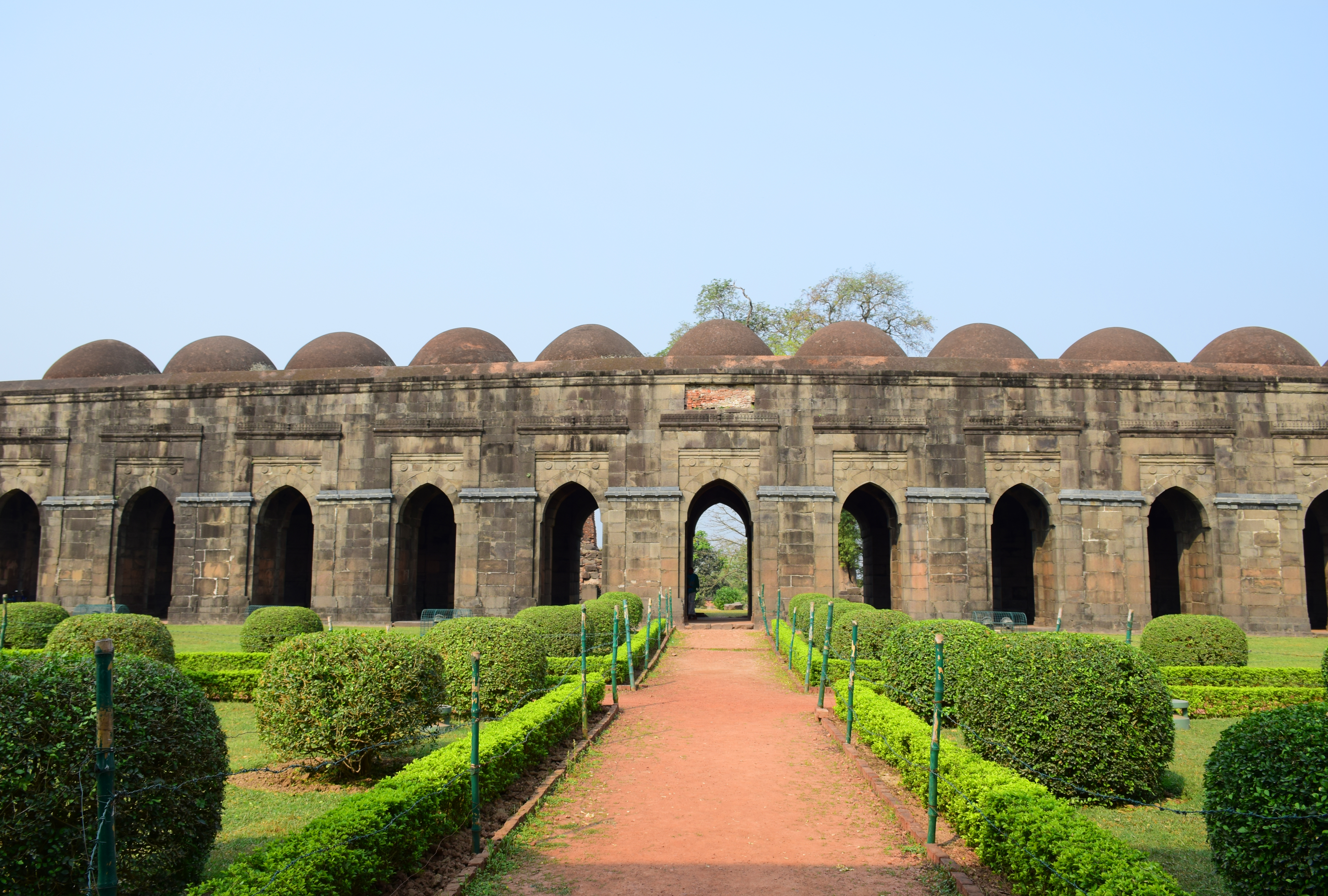
Una mezquita de piedra en Gaur (ciudad)
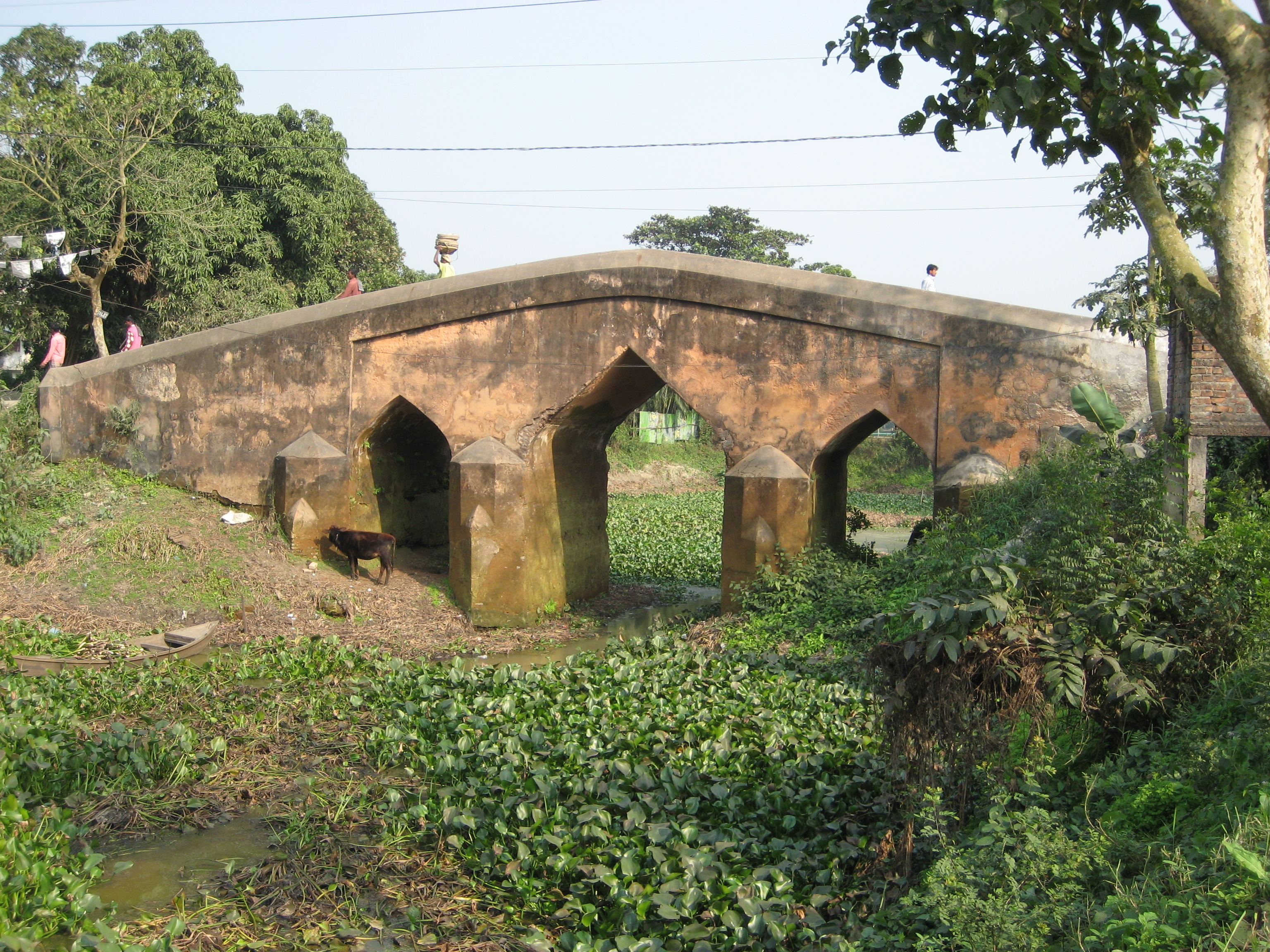
Un puente de la era mogol en  Sonargaon
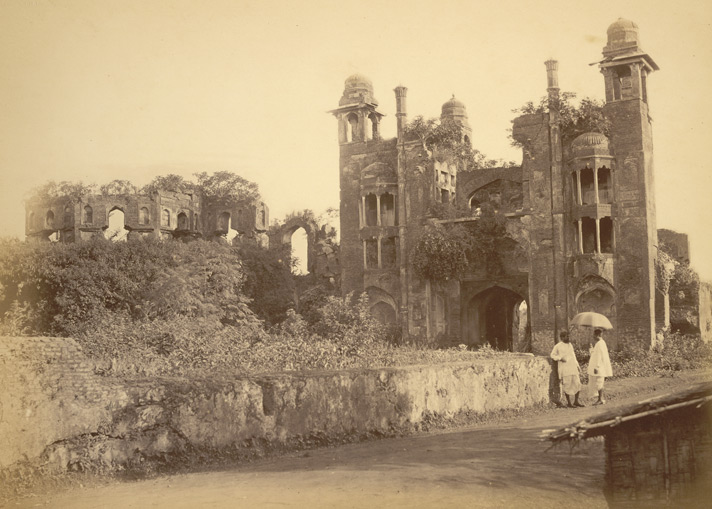
Puerta sureste del fuerte Lalbagh en 1875

## Período colonial británico

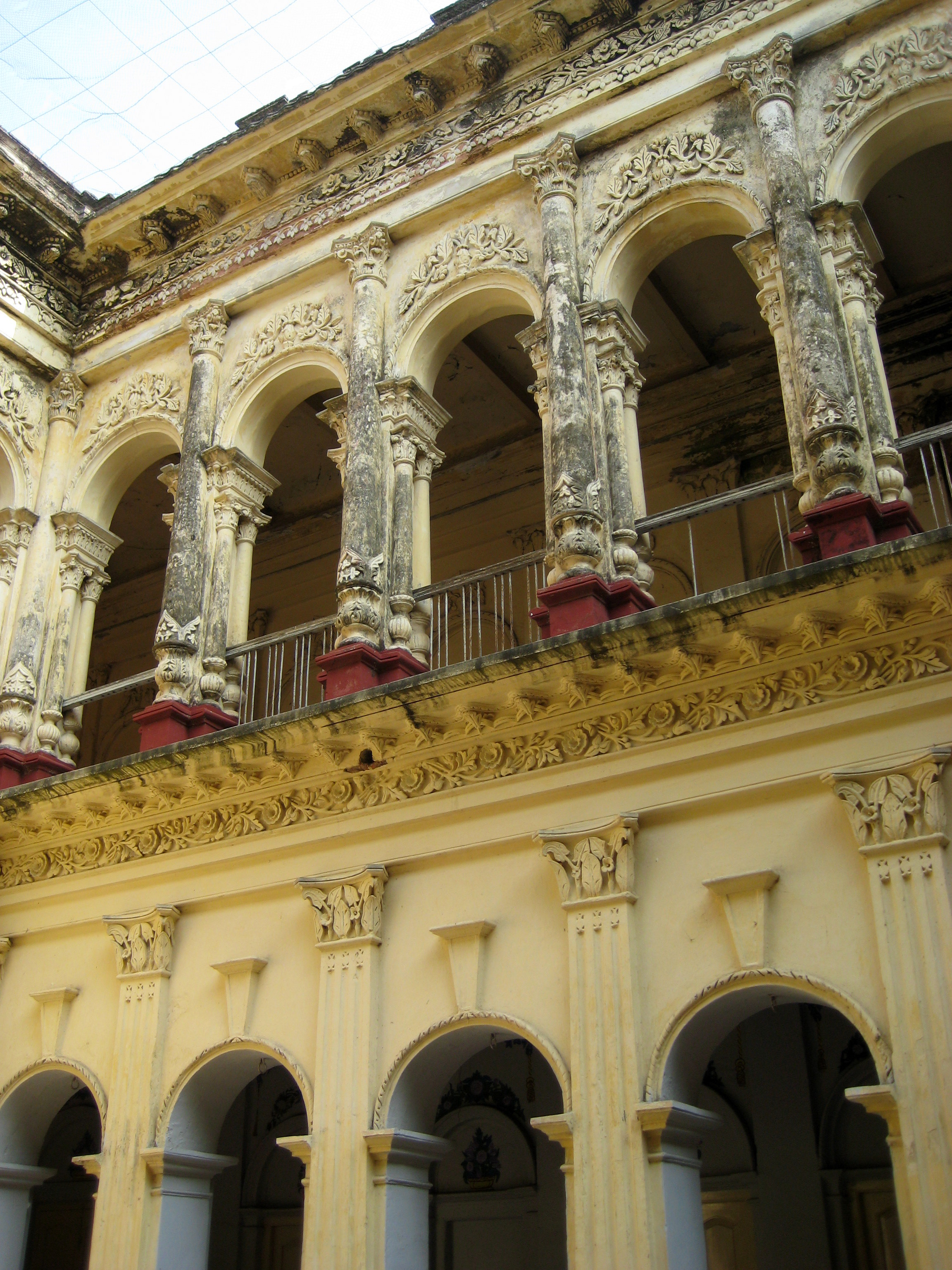
La fachada de un patio en una casa bengalí del siglo XIX.

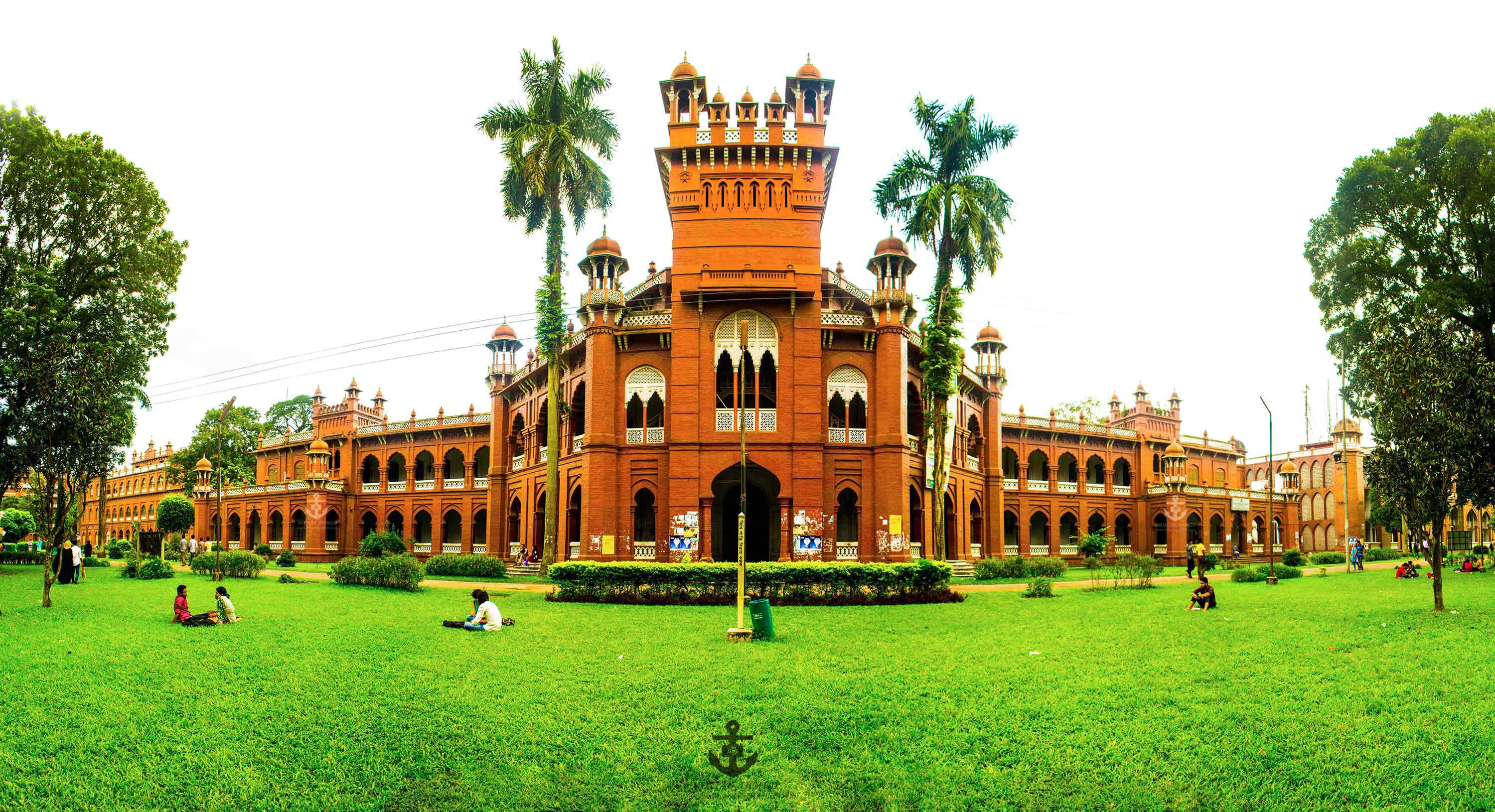
Curzon Hall de la Universidad de Daca

Durante el período del dominio británico, las familias bengalíes adineradas, dueñas de propiedades de zamindar y comerciantes adinerados, contrataron arquitectos europeos para diseñar sus casas y palacios. El estilo indo-sarraceno prevalecía con fuerza en la región, pero también se encontraron versiones de la arquitectura neoclásica europea, especialmente en las ciudades comerciales o cerca de ellas. Si bien la mayoría de las propiedades rurales presentaban una elegante  country house, las ciudades de Calcuta, Daca, Panam y Chittagong tenían una arquitectura urbana generalizada del siglo XIX y principios del XX, comparable a la de Londres, Sídney u otras ciudades del Imperio Británico. Las influencias del art déco comenzaron en Calcuta en la década de 1930.

### Neoclásico

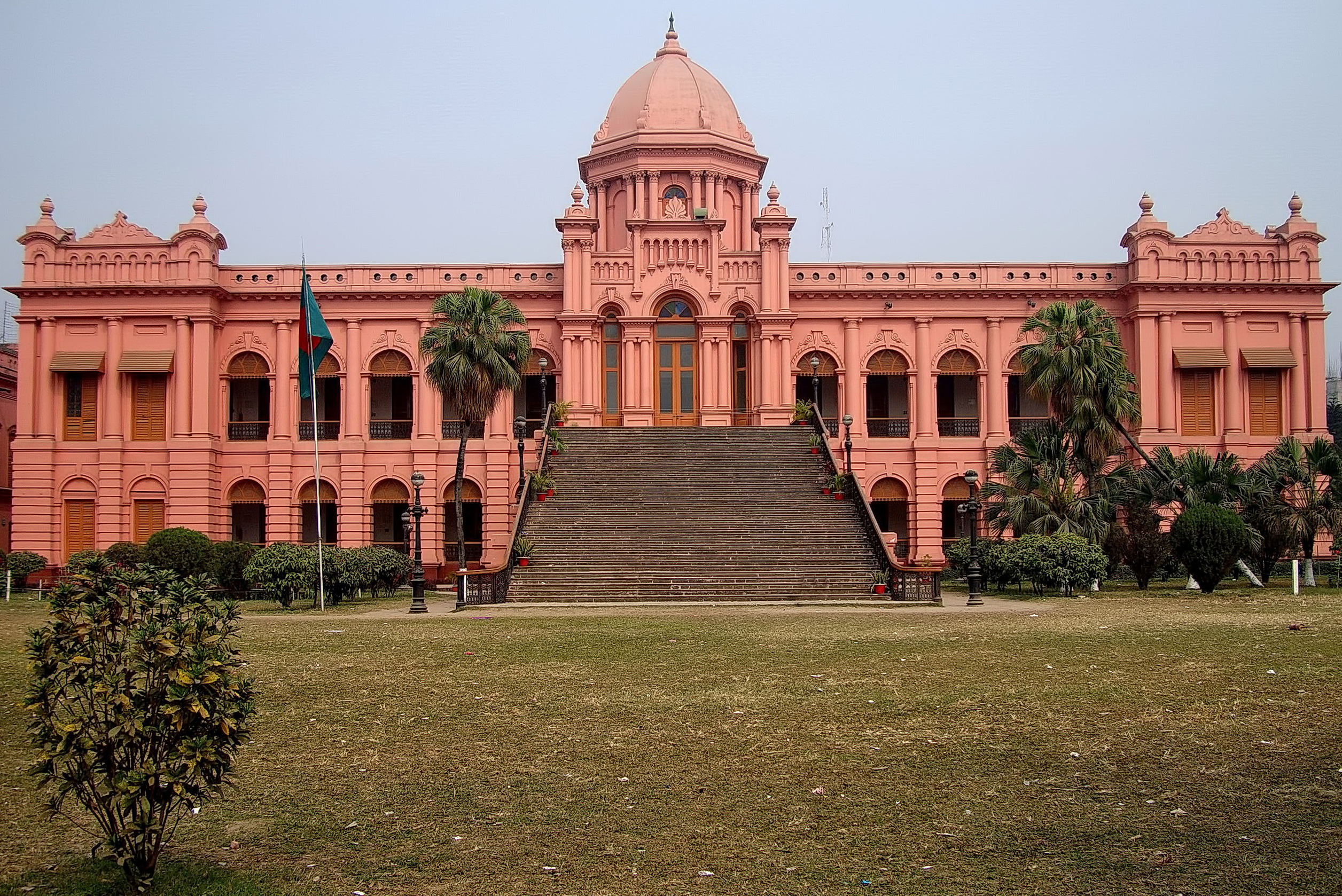
Ahsan Manzil (1859-1869) de Daca, palacio residencial y sede oficial de la familia Nawab en Bangladés

### Influencia europea en la arquitectura

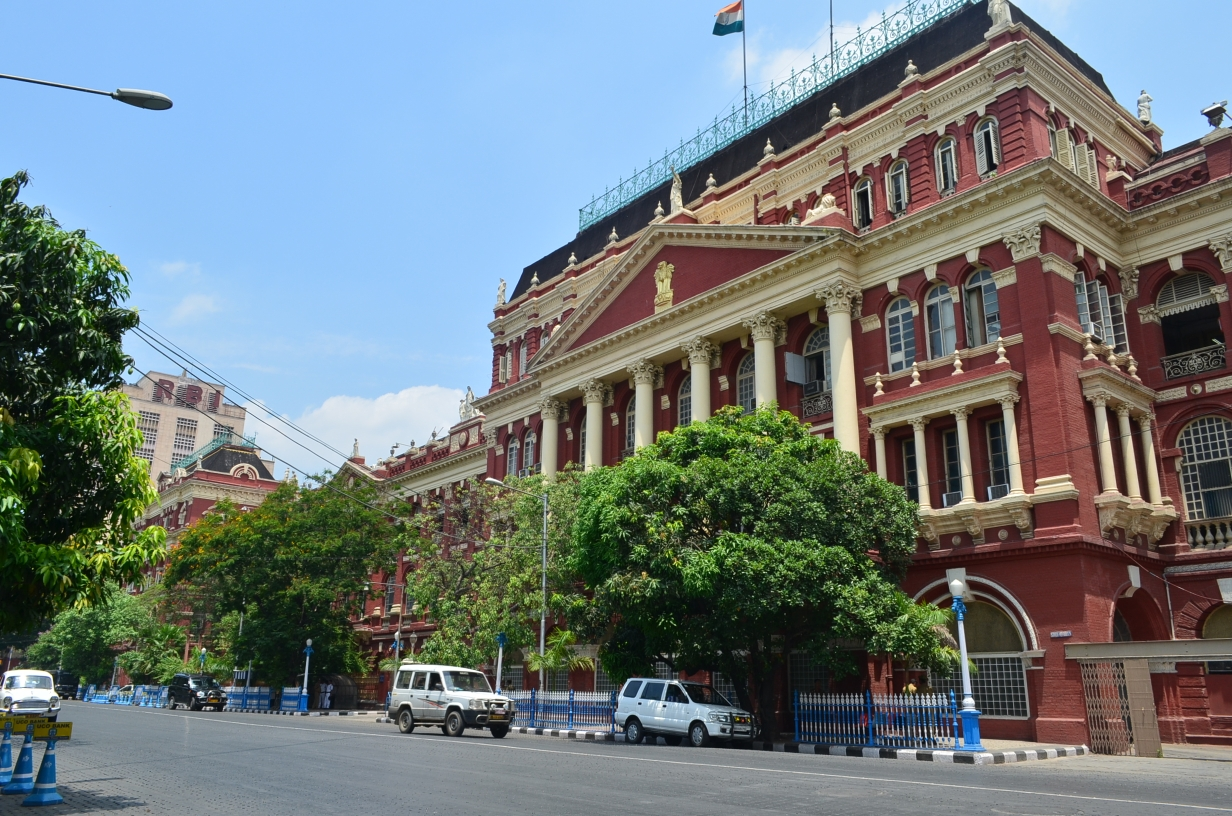
Edificio de escritores (1777-1780), Calcuta, estilo victoriano, diseñada por Thomas Lyon para la British East India Company
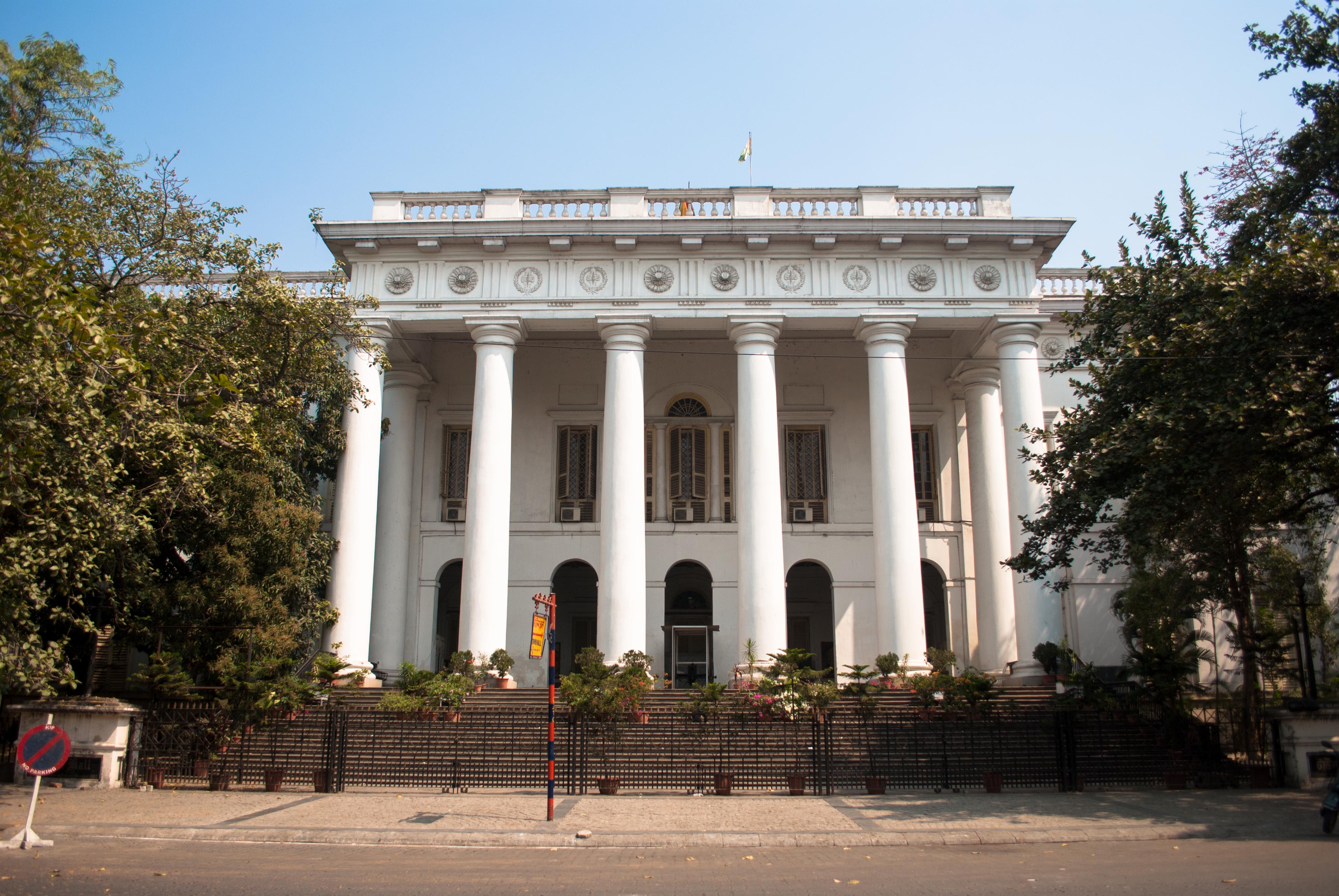
Ayuntamiento de Calcuta (1813), en estilo dórico romano
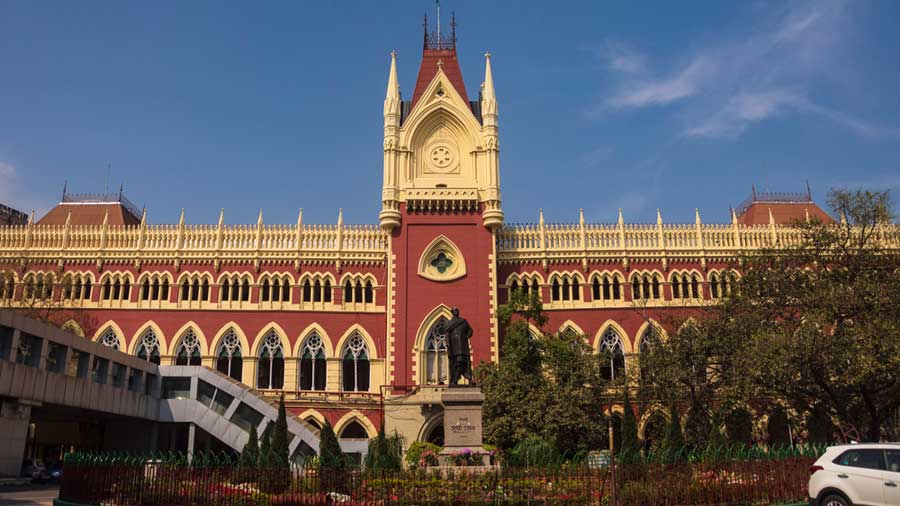
Tribunal Superior de Calcuta, estilo neogótico
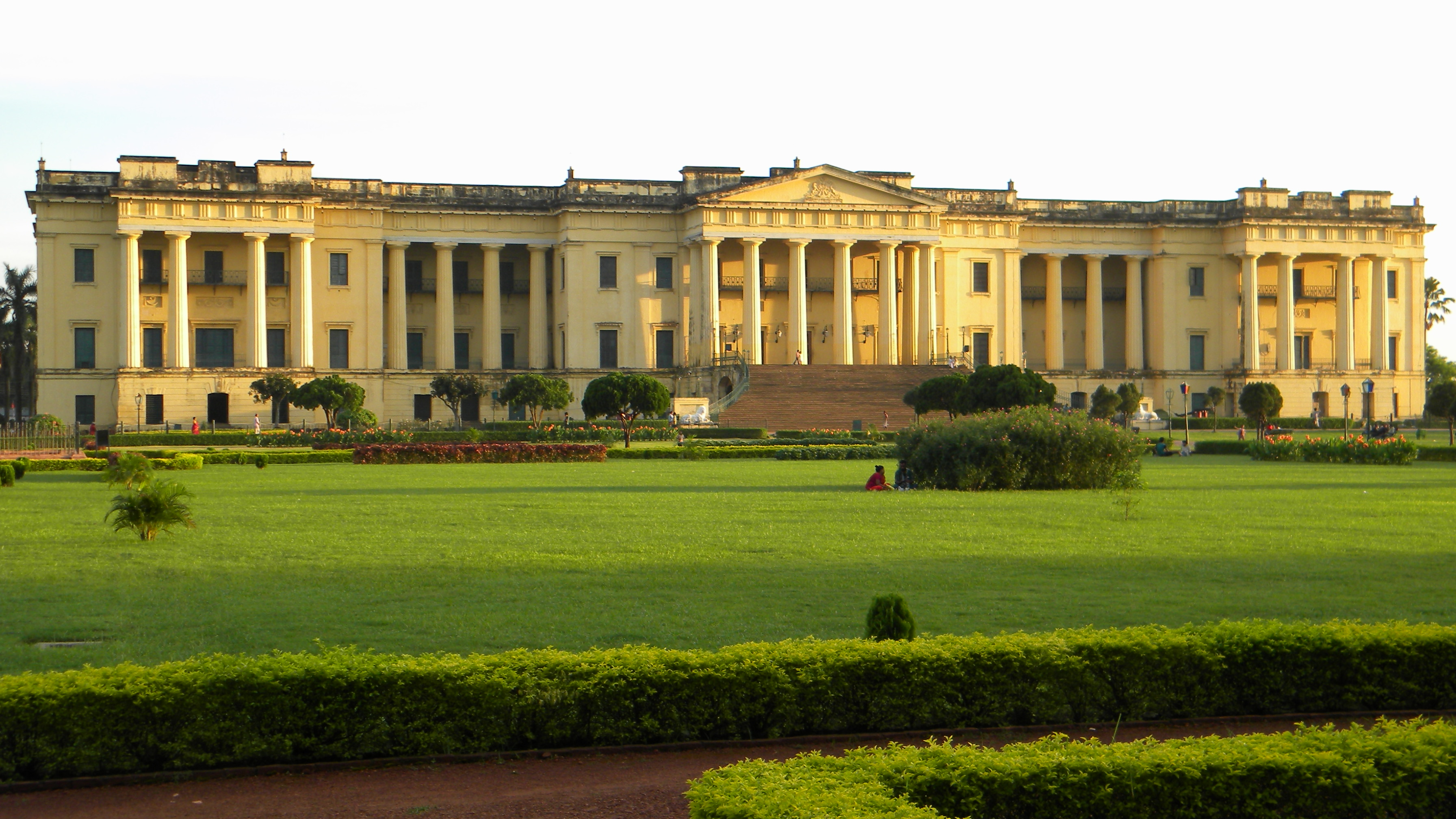
Palacio de Mármol de Calcuta (1835-1840)
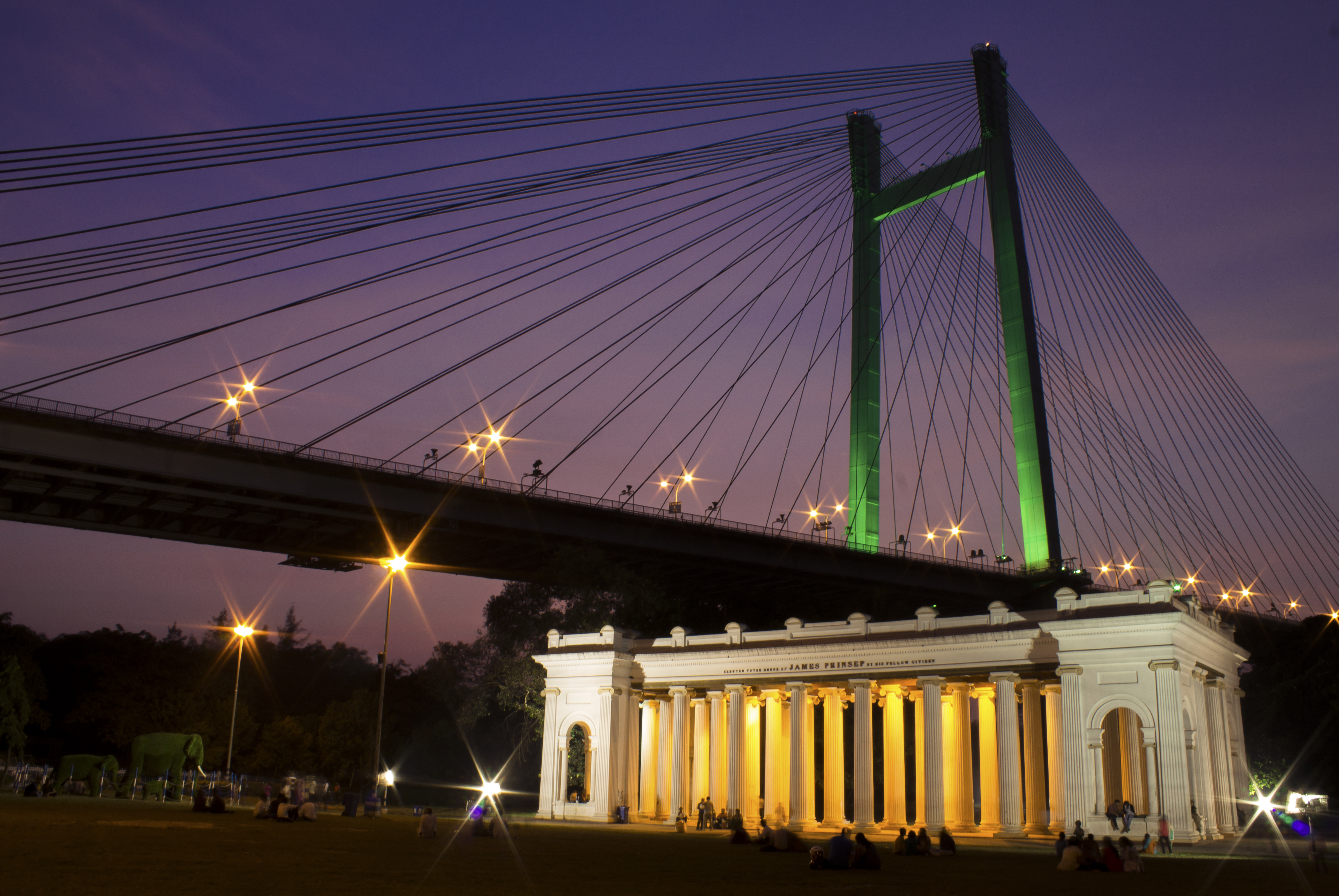
Princep Ghat (1841),  ghat a orillas del río Hooghly  en Calcuta
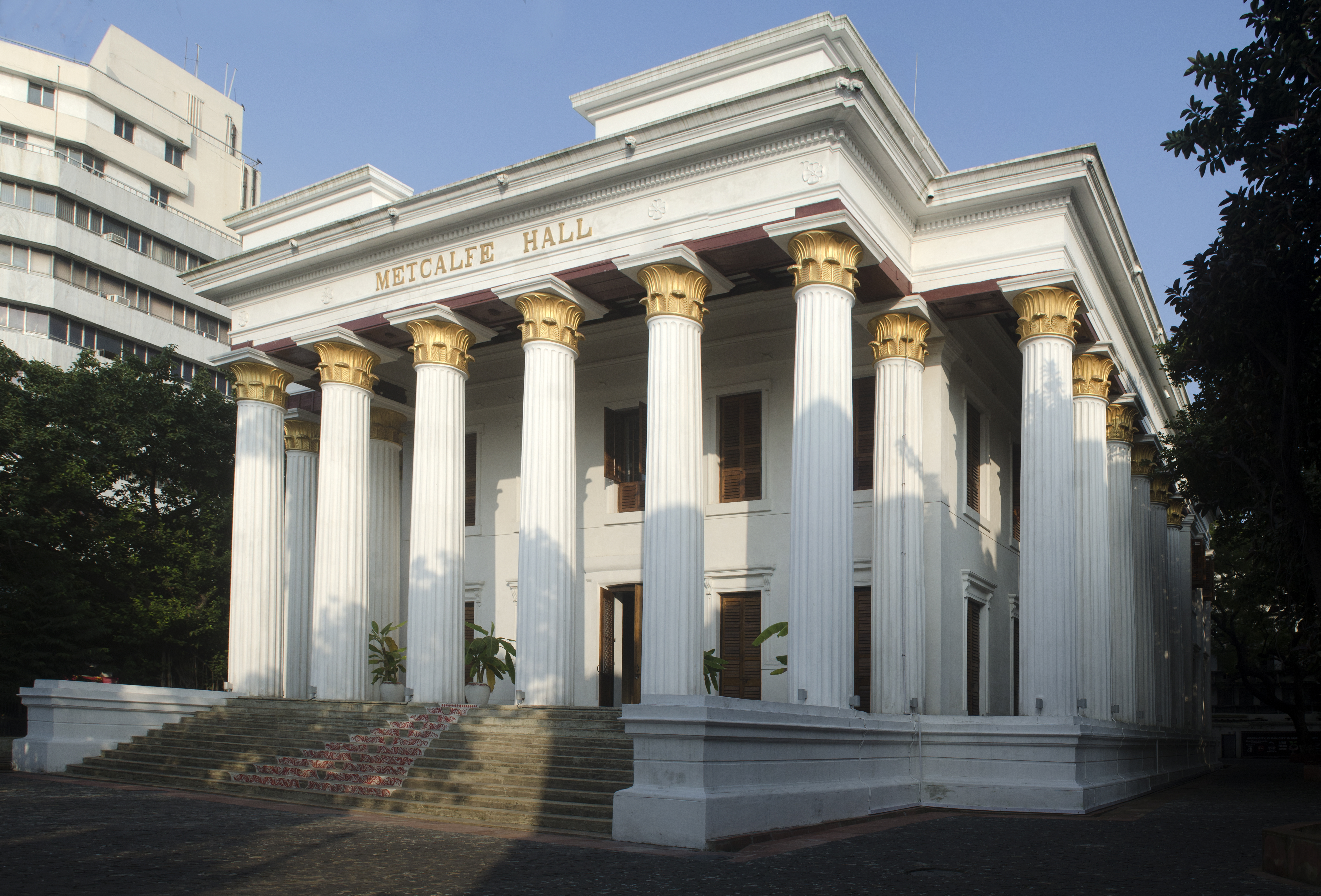
Metcalfe Hall (1840-1844), Calcuta
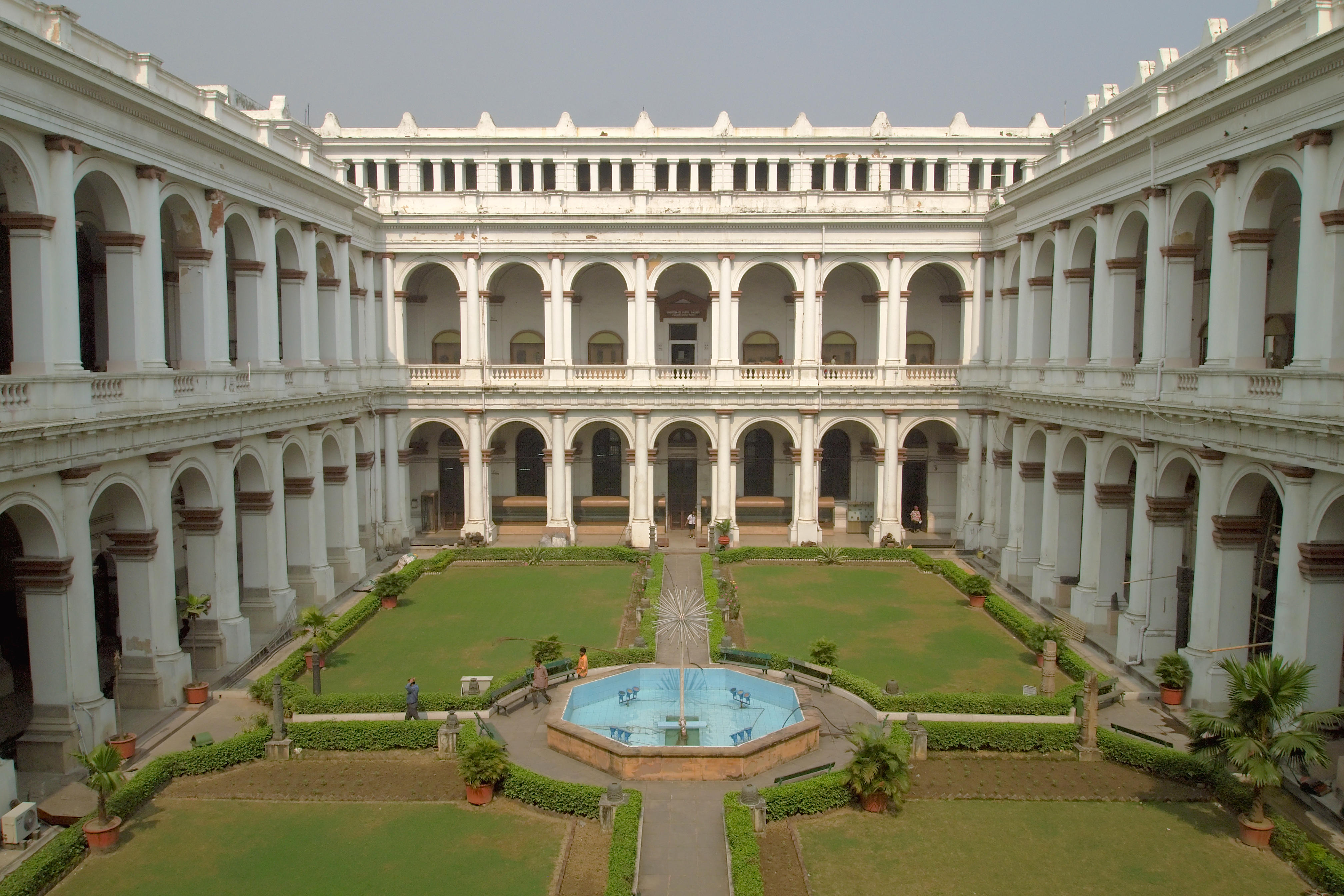
Museo de la India (1867-1875), Calcuta, el museo más antiguo del subcontinente, en estilo neoclásico.
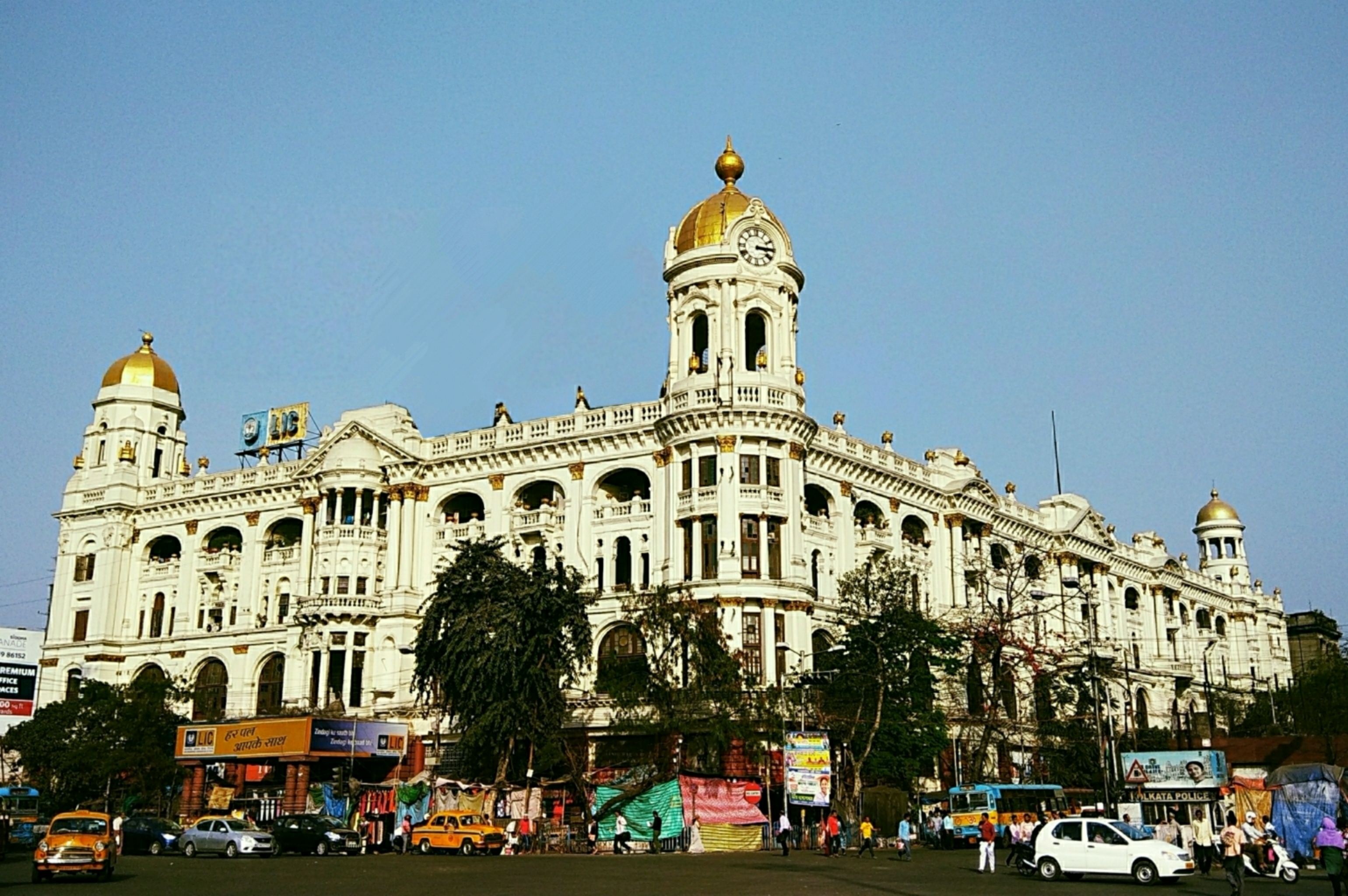
Metropolitan Building (1905), Calcuta
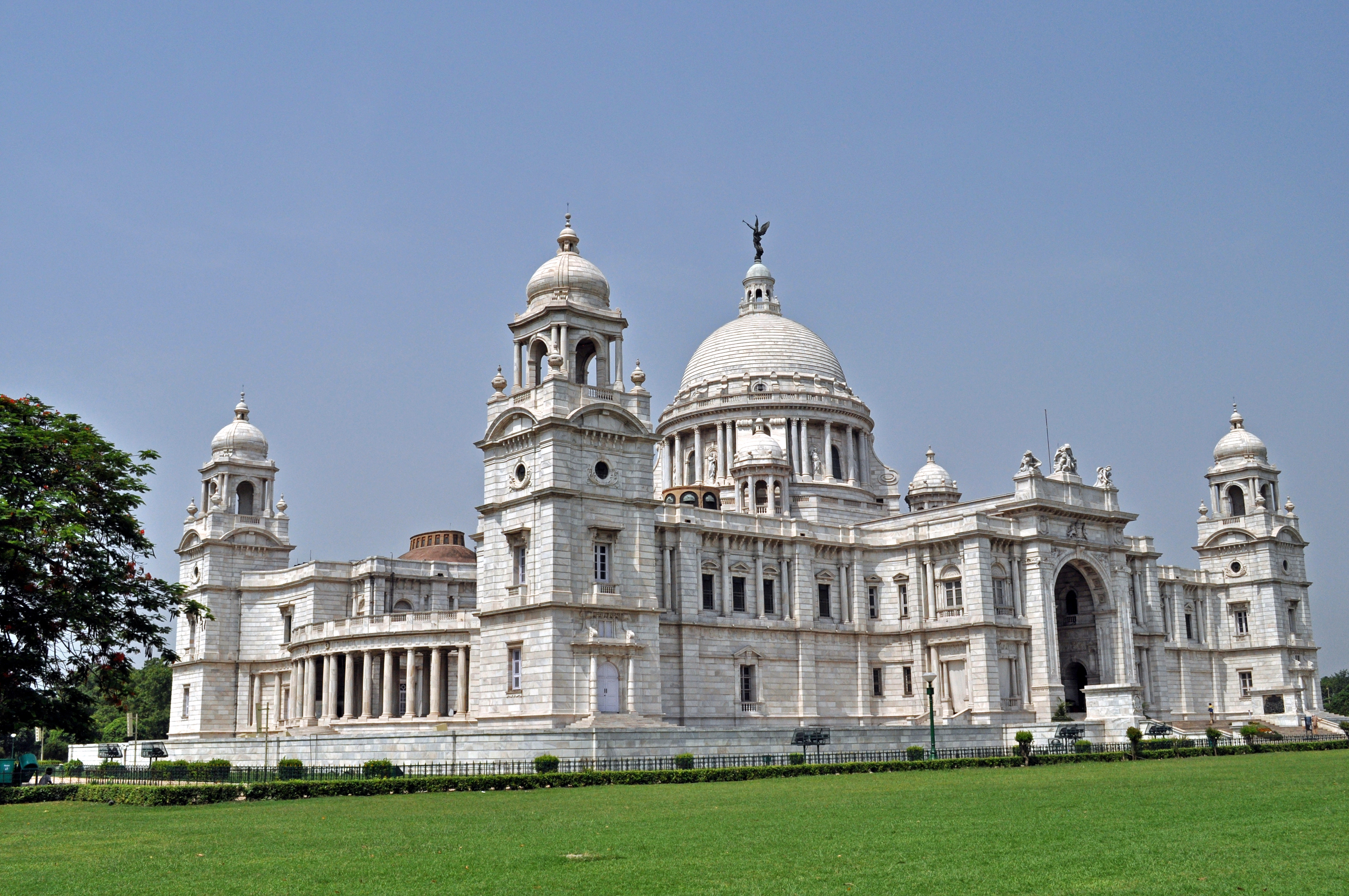
El Victoria Memorial (1906-1921) en Calcuta es un ejemplo famoso de la arquitectura indo-sarracena.
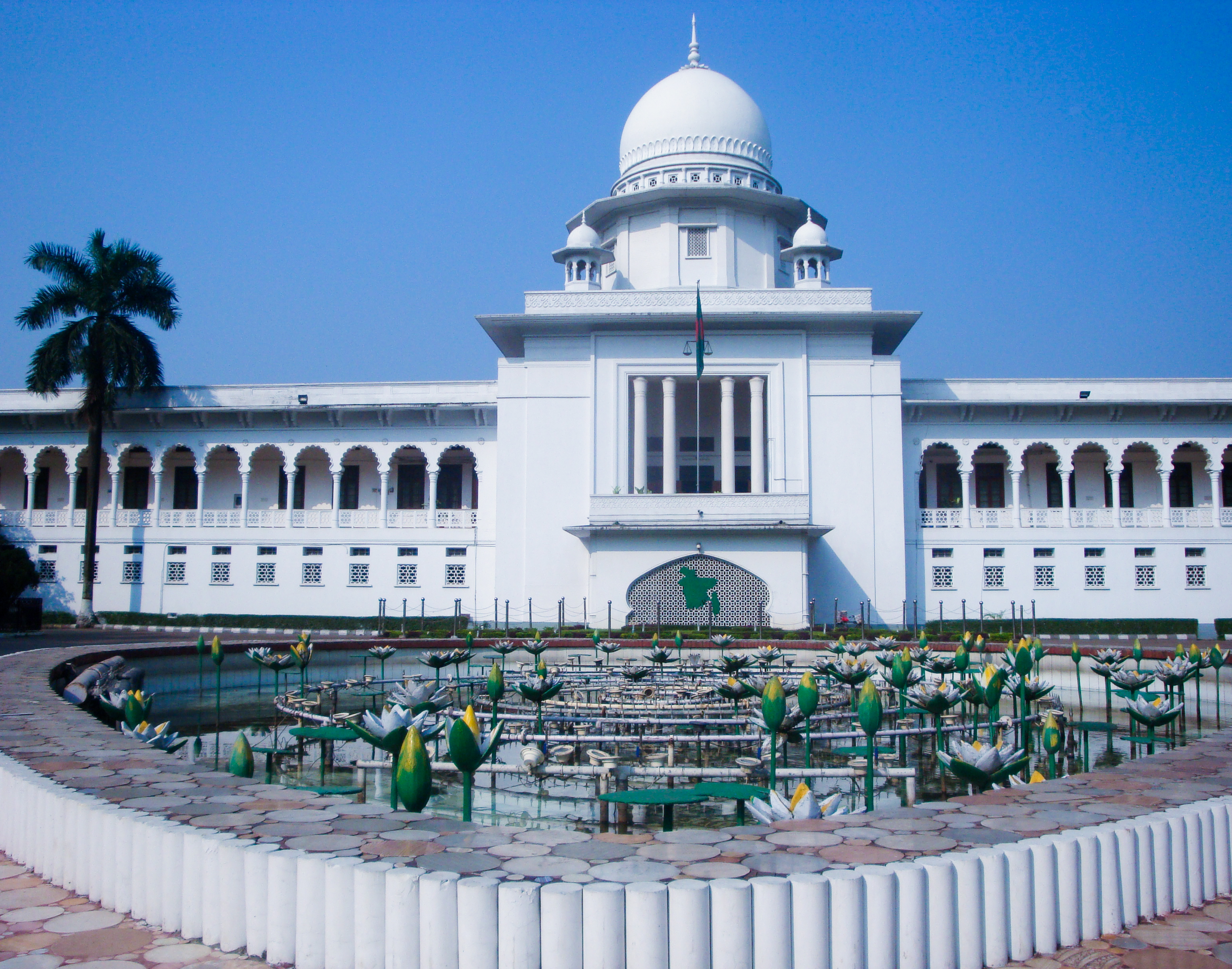
Tribunal Supremo de Daca
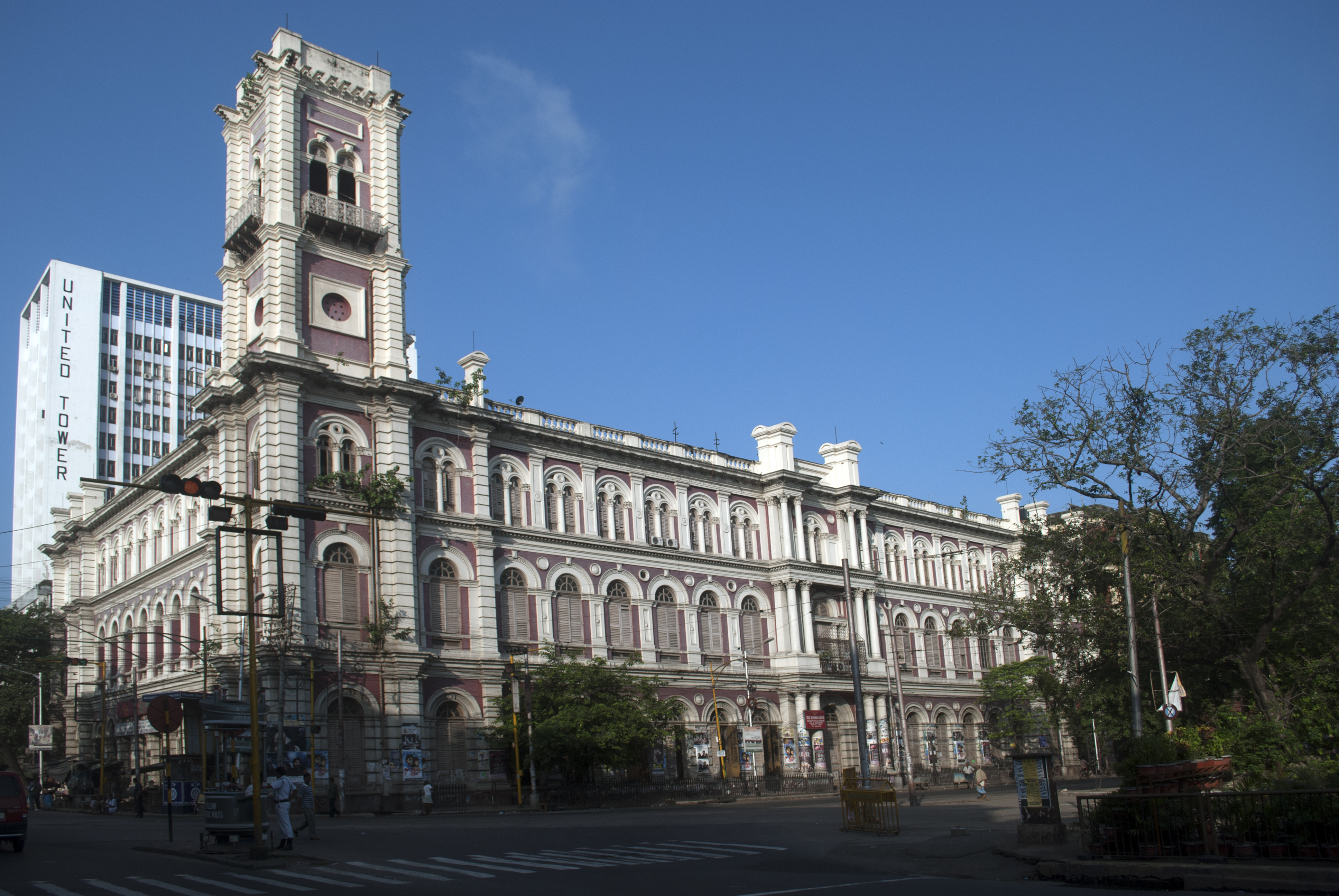
Oficina de control de telégrafos, Calcuta, estilo italianizante
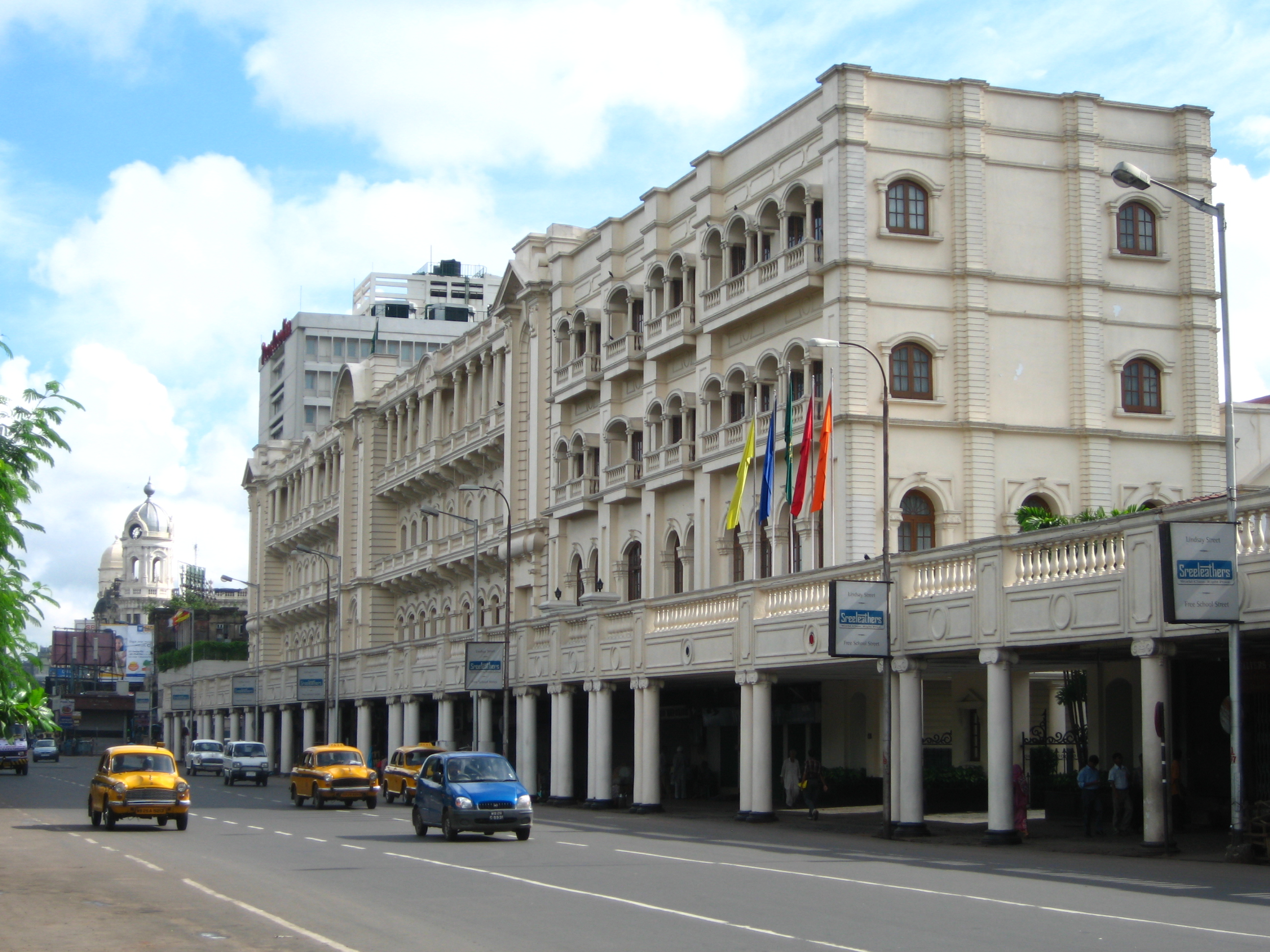
Oberoi Grand Hotel (1911-?), Calcuta, en un extravagante neoclásico

La arquitectura indo-sarracena se puede ver en el  Ahsan Manzil y Curzon Hall en Dhaka, en el edificio de la corte de Chittagong en Chittagong y el palacio Hazarduari en Murshidabad. El  Victoria Memorial (1906-1921) en Calcuta, diseñado por Vincent Esch, también tiene elementos indo-sarracenos, posiblemente inspirados en el Taj Mahal.

### Bungalows

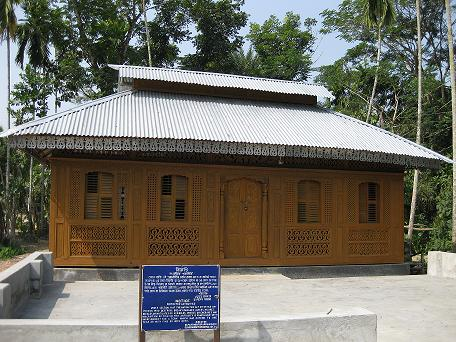
Un bungalow de madera que sirve como mezquita Momin desde 1920

El origen del bungalow tiene sus raíces en la arquitectura vernácula de Bengala. El término baṅgalo, que significa 'bengalí', se usa elípticamente para designar una 'casa al estilo bengalí'. Estas casas, que eran tradicionalmente pequeñas, de una sola planta, independientes y disponían de una amplia veranda, fueron adaptadas por los británicos, que las utilizaron como casas para los administradores coloniales en sus retiros de verano en el Himalaya y en complejos fuera de las ciudades indias.
Las casas estilo bungalow siguen siendo muy populares en la zona rural de Bengala. En las zonas rurales de Bangladés, a menudo se las llama Bangla Ghar (casa de estilo bengalí). El principal material de construcción utilizado en la actualidad son las láminas de acero corrugado. Anteriormente se construían con madera, bambú y una especie de paja llamada Khar. El Khar se utilizó en el techo de la casa Bungalow y mantenía la casa fría durante los calurosos días de verano. Otro material para techos de casas bungalow han sido las tejas de arcilla roja.

### Art Deco
El art déco, que se originó después de la Primera Guerra Mundial, prevaleció en toda la India. El art déco también se ve en los bungalows de Calcuta, que están siendo destruidos y reemplazados por edificios de gran altura. Las influencias del art déco continuaron en Chittagong durante la década de 1950.

## Modernismo

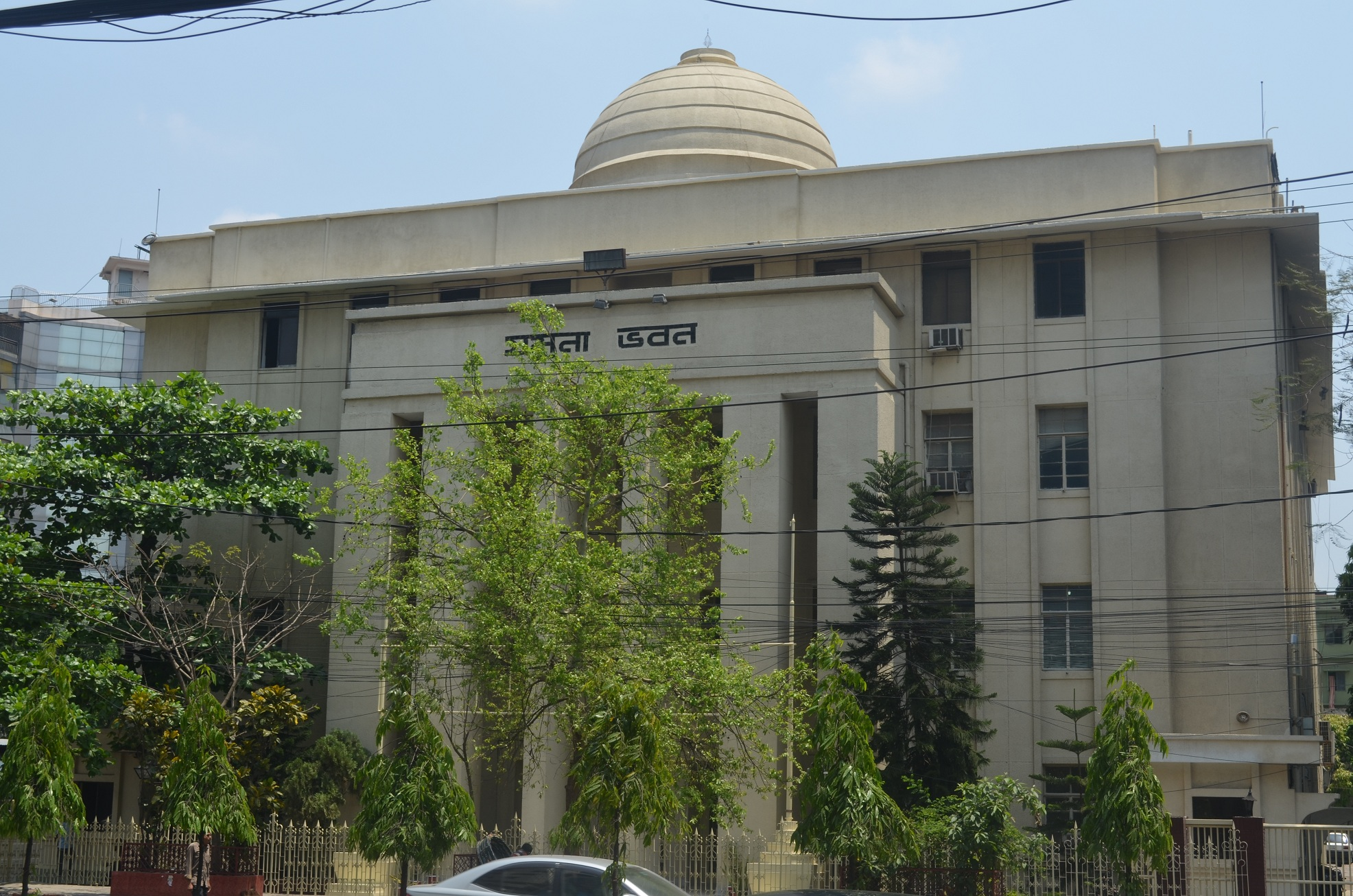
Un edificio art deco en Chittagong
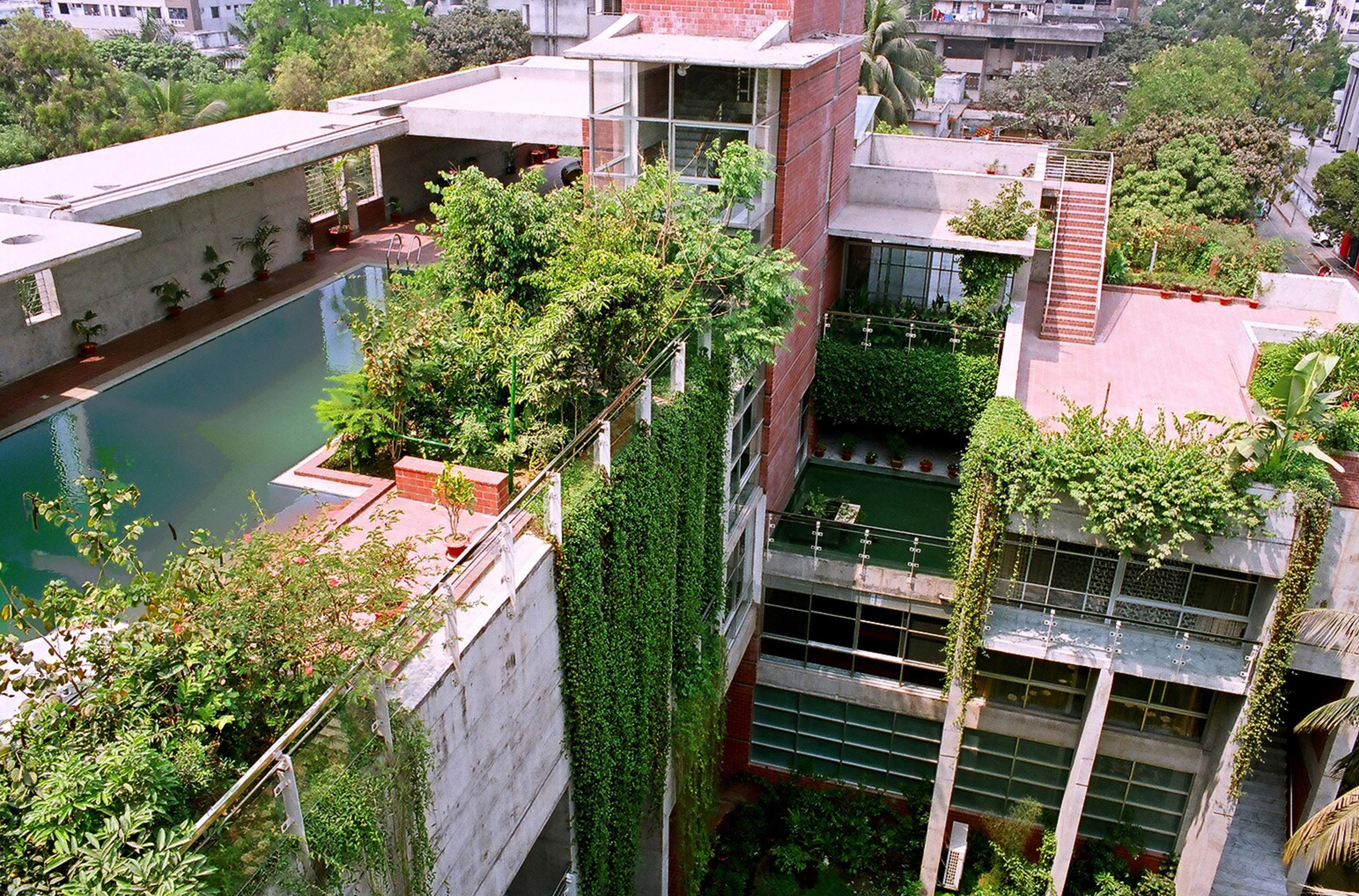
Jardín en una azotea de Bangladesh
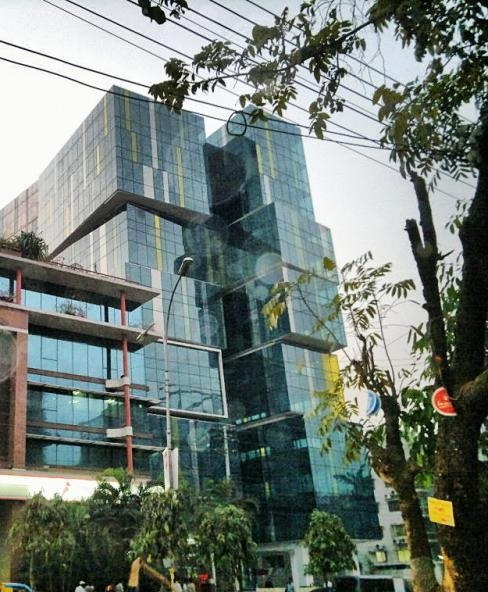
Un edificio estilo cubo de Rubik en Dhaka
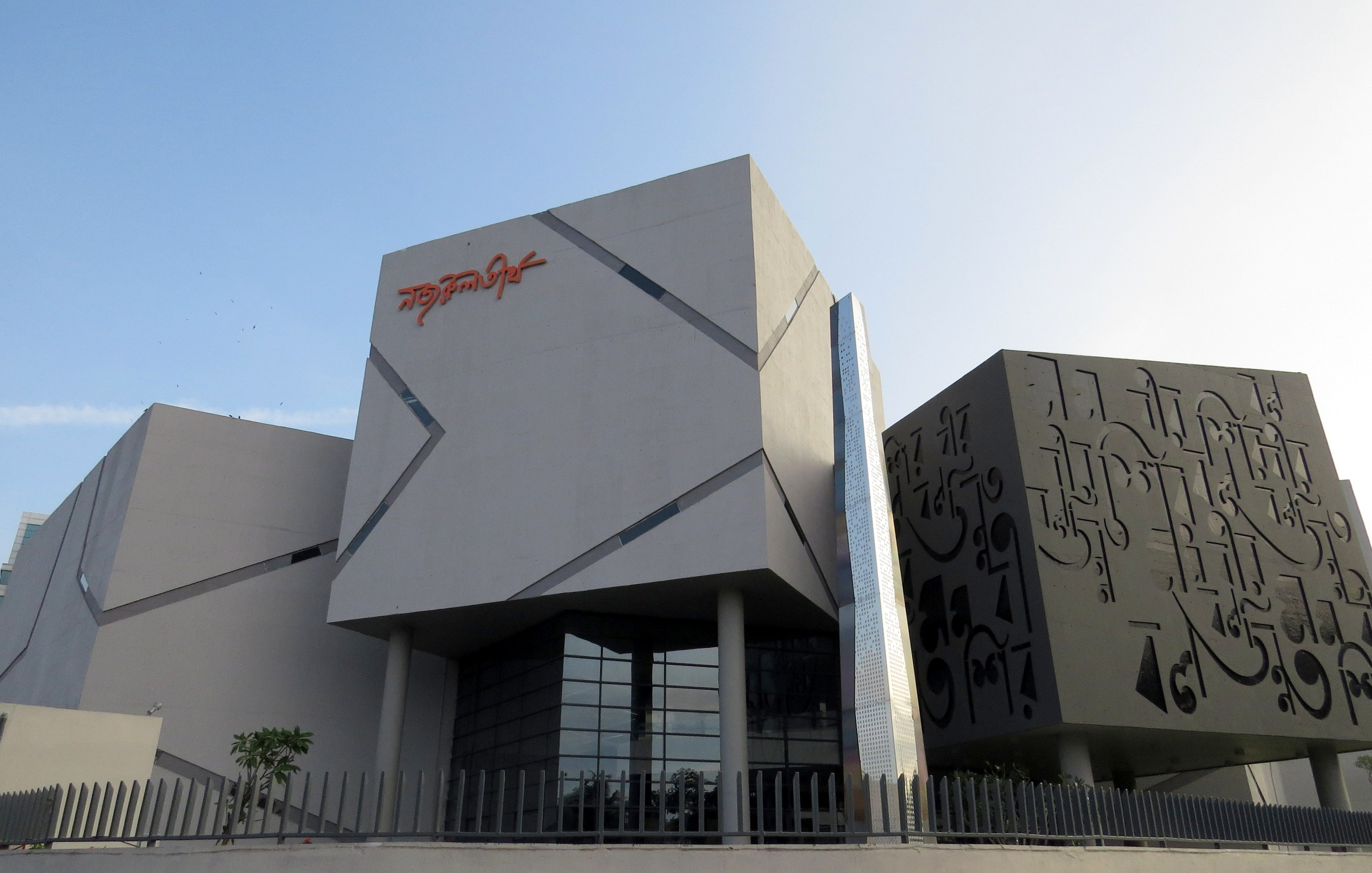
Nazrul Tirtha, Calcuta
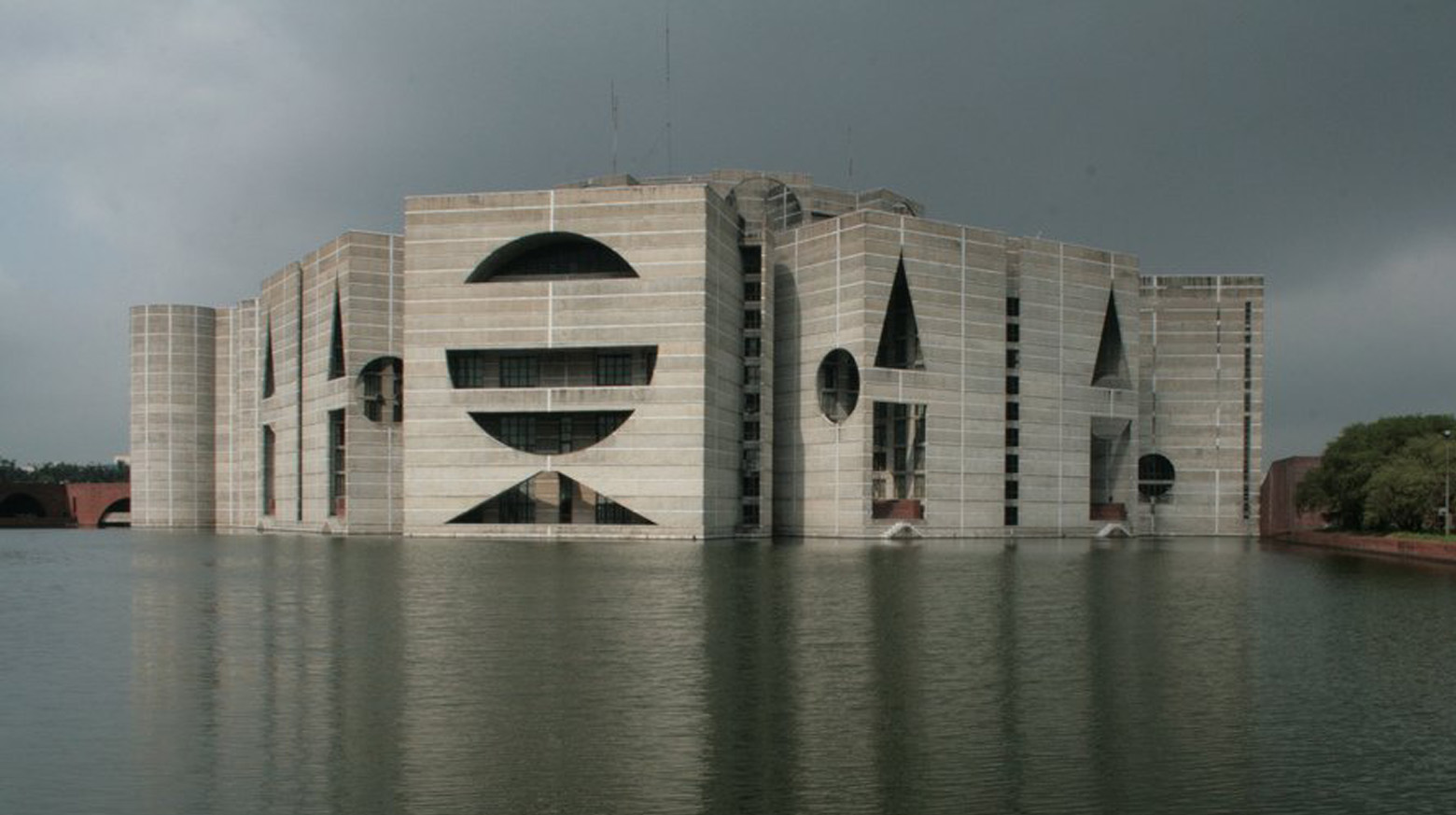
Vista del parlamento Jatiyo Sangsad Bhaban (1961-1981), obra de Louis Kahn

Pakistán Oriental fue el centro del movimiento modernista bengalí iniciado por Muzharul Islam. Muchos arquitectos de renombre mundial trabajaron en la región durante la década de 1960, incluidos Louis Kahn, Richard Neutra, Stanley Tigerman, Paul Rudolph, Robert Boughey y Konstantinos Doxiadis. Louis Kahn diseñó el Jatiyo Sangsad Bhaban (1961-1981), el símbolo preeminente de la arquitectura moderna de Bangladés. Los paisajes urbanos de las ciudades bengalíes modernas están dominados por rascacielos de tamaño mediano, que a menudo son llamados junglas de concreto. Los servicios de arquitectura forman una parte importante de las economías urbanas de la región, con reconocidos arquitectos como Rafiq Azam.
En 2015, Marina Tabassum y Kashef Mahboob Chowdhury fueron declarados ganadores del Premio Aga Khan de Arquitectura por sus diseños de mezquita y centro comunitario, respectivamente, que se inspiraron en el patrimonio antiguo de la región.